# Operation Overlord
Operation Overlord var kodenavnet for de Vestallieredes invasion af Normandiet i 2. verdenskrig. Operationen havde til formål at trænge tyskerne ud af et område i Nordfrankrig, som derefter kunne bruges som basis for befrielsen af Frankrig og det øvrige Nordvesteuropa. Operationen omfattede dels selve landgangen i Normandiet den 6. juni 1944 (Operation Neptune) og de følgende operationer indtil udgangen af august, hvor de allierede arméer havde befriet Paris og de tyske hære havde trukket sig tilbage over Seinen.
For at lette presset på den Røde Hær på Østfronten havde Josef Stalin presset på for at få de Vestallierede til at åbne en Anden front i Vesteuropa. På Teheran-konferencen i november 1943 besluttedes det at gennemføre landsætninger i Nord- og Sydfrankrig (Operation Overlord og Anvil).
Det overordnede mål ved planlægningen af Operation Overlord var at skabe et brohoved i Frankrig, som var tilstrækkelig stort til at det kunne danne grundlag for en generobring af Frankrig. I Den forbindelse var det vigtigt at erobre Caen, hovedbyen i Normandiet, som samtidig var områdets trafikale knudepunkt. Cherbourg havde områdets vigtigste dybvandshavn, og ville således være vigtig i forbindelse med opbygningen af de allierede styrker i området. Endelig var det vigtigt at få kontrol over Saint-Lô og Avranches, som ville åbne vejen for erobring af Bretagne og give adgang til de franske sletter.
I landgangen deltog soldater fra Storbritannien, USA, Canada, Polen, Frankrig, Tjekkoslovakiet og en række andre lande. I 2014 blev Danmark langt om længe officielt anerkendt som et af de allierede lande på grund af de ca. 800 danske sømænd der deltog i operationen. Ved selve landgangen og ved den efterfølgende opbygning af de allieredes styrker i Frankrig blev der indsat en enorm armada af skibe, som bragte tropper og forsyninger til Normandiet. Under operation Overlord blev der også indsat et meget stort antal kampfly til at sikre luftherredømmet over slagmarken og til at nedkæmpe tyske enheder på slagmarken eller på vej til slagmarken.
Ved kysten havde tyskerne opført den såkaldte Atlanterhavsvold, som skulle dæmme op for de allieredes landgang. Volden strakte sig fra Norge til Pyrenæerne, men var stærkest udbygget omkring Pas-de-Calais, hvor tyskerne var fast overbeviste om at landgangen ville finde sted.
Efter landgangen i Normandiet – operation Neptune – forsøgte de allierede at udvide deres brohoveder. I den vestlige del af invasionsområdet blev de kraftigt generet af det svært gennemtrængelige bocage-landskab, mens tyskerne indsatte deres elitekampvognsenheder i den østlige del omkring Caen. I slutningen af juni blev Cherbourg erobret, men tyskerne havde forinden ødelagt havnen, så der gik måneder inden den kunne anløbes af større skibe. Midt i juli erobrede briterne Caen og amerikanerne erobrede Saint-Lô, som i operation Cobra blev udgangspunkt for det allierede gennembrud af de tyske stillinger. Herefter befriedes først det meste af Bretagne hvorefter de amerikanske styrker svingede syd om den tyske front, så der dannedes Falaise-lommen. Det lykkedes hovedparten af de tyske styrker at bryde ud af omringningen ved Falaise, men hovedparten af deres tunge våben gik tabt og de måtte hastigt trække sig tilbage over Seinen. Den 25. august nåede de allierede frem til Paris, hvor indbyggerne havde indledt en opstand nogle dage i forvejen, og ved udgangen af august beherskede de allierede området mellem floderne Loire og Seinen.
Operation Overlord var fra begge sider kendetegnet ved militærteknologiske fornyelser. Desuden spillede områdets landskab og natur en stor rolle. En storm ødelagde f.eks. den ene af de to midlertidige Mulberry-havne, som de allierede havde bygget ved kysten.
Efter krigen blev der etableret krigerkirkegårde, mindesmærker og museer i området af de implicerede i operationerne. Operation Overlord er også blevet beskrevet i en lang række bøger, film og spil.

## Baggrund og den allierede planlægning

### Det Frie Frankrig og situationen i det besatte Frankrig
Samtidig med Frankrigs kapitulation den 25. juni 1940  grundlagde den franske general Charles de Gaulle komiteen France libre i London og blev leder af de Frie franske styrker og "den nationale forsvarskomite". Det medførte at de Gaulle blev dømt til døden for højforræderi af krigsrådet i Vichy-regeringen i august 1940.
De fleste lande anerkendte Vichy-regeringen under marskal Philippe Pétain som Frankrigs legitime regering. Winston Churchill bestræbte sig i starten på at komme diplomatisk overens med Vichy-regeringen, men støttede samtidig de Gaulle og angreb i Operation Catapult den franske eskadre, som under kommando af Petains marineminister admiral François Darlan lå for anker ved byen Oran i Algeriet. Herved blev mange franske søfolk dræbt, og forholdet mellem Storbritannien og Frankrig kølnedes kraftigt.
Adskillige franske kolonier, fortrinsvis i Afrika, heriblandt Cameroun og Tchad sluttede sig til de Gaulles Frie Franske. Fra 1942 fulgte Diego Suarez på Madagaskar og Dakar i Fransk Vestafrika efter. De Gaulle sørgede for, at Frankrig var repræsenteret på de forskellige allierede fronter med enheder fra de Frie franske styrker. Hertil kom, at han inspirerede og støttede den Franske modstandsbevægelse ved hjælp af Colonel Passy, Pierre Brossolette og især Jean Moulin.
Om den tyske besættelse sagde den franske kvinde Marie-Louis Osmond, som boede i byen Périers:
| Citat | Det er svært at måtte se på at seks støvleklædte soldater gør sig det behageligt i det grå værelse, det lille bibliotek og ovenpå i det store soveværelse. Det minder mig til stadighed om nederlaget. Jeg er dybt ulykkelig | Citat |
|       | |       |

### USA's indtræden i krigen, de første planer for en invasion og prøven ved Dieppe
Den 7. december 1941 angreb japanerne den amerikanske flådebase Pearl Harbor, og kort efter erklærede Tyskland USA krig. Selv om ophidselsen over det pludselige japanske angreb var stor i den amerikanske offentlighed vedtog regeringerne i Washington og London at følge Europa først strategien, dvs. at nedkæmpelsen af Tyskland havde førsteprioritet. Derudover skulle invasionen forhindre, at den Røde Hær trængte for langt mod vest.
Allerede umiddelbart efter evakueringen fra Dunkerque i juni 1940 begyndte briterne at undersøge de franske kyster for at finde frem til om de var brugbare ved en invasion. Frømænd hentede jordprøver fra strandene, og der indsamledes feriebilleder, så man kunne lære så meget som muligt om de kystnære områder. Normandiet var en af de mere lovende muligheder. Da området lå forholdsvis tæt på Storbritannien skulle invasionsstyrken og de efterfølgende forsyninger sejles forholdsvis kort, og Normandiet var indenfor de britiske jagerflys aktionsradius, så det var muligt at sikre angrebsstyrkerne mod angreb fra luften.
Det forholdsvis flade land lod til at være egnet til en hurtig fremrykning og gjorde det muligt at lande med svævefly. De tyske styrker i fæstningsanlæg var svagere end ved Pas-de-Calais og Cherbourgs havn havde tilstrækkelig kapacitet til at kunne håndtere landsætning af store forstærkninger og forsyninger.
Efter starten på Operation Barbarossa – det tyske angreb på Sovjetunionen i juni 1941 begyndte Stalin allerede i juli 1941 at kræve, at briterne skulle etablere en 2. Front. Dette skurrede i mange britiske ører, i betragtning af at Stalins Sovjetunionen helt indtil det tyske angreb havde leveret olie og andre forsyninger til Tyskland, til brug for nazisternes krigsførelse mod Storbritannien.
Konkrete invasionsplaner begyndte først at blive formuleret i 1942 og gav anledning til store diskussioner mellem briterne og amerikanerne. Disse indledtes allerede ved Arcadia-konferencen mellem den britiske og amerikanske generalstab, som blev afholdt i Washington mellem den 22. december 1941 og den 14. januar 1942. Briterne med premierminister Winston Churchill i spidsen gik ind for, at man skulle indlede angrebet i udkanten af det tyske magtområde, da man herved gjorde det dyrt og besværligt for tyskerne at bringe forsyninger frem, så der var en rimelig chance for, at de kunne besejres. Amerikanerne derimod gik ind for, at man hurtigt skulle landsætte en styrke i Frankrig og sigte mod at rykke frem mod Berlin. Denne løsning var briterne ikke tilhængere af, da de var bange for, at det hurtigt ville udvikle sig til en skyttegravskrig, som i 1. Verdenskrig, da det ville være forholdsvis let for tyskerne at indkredse de forholdsvis små styrker, som de allierede kunne indsætte på daværende tidspunkt.
Fra starten af, stod det imidlertid fast, at der på et tidspunkt skulle foretages en landgang i Nordvesteuropa ligesom de allierede skulle sikre sig herredømmet i Middelhavet. Hermed ville især briterne også sikre sig, at Sovjetunionen ikke trængte for langt ind i Mellemeuropa. Der blev udarbejdet to indledende planer, Operation Sledgehammer som gik ud på en invasion i 1942 og Operation Roundup, som gik ud på en noget større invasion i 1943.
De allierede planlagde desuden et angreb på den franske havneby Dieppe. Formålet med angrebet var først og fremmest at finde ud af, om det var muligt at erobre og holde en havn på det europæiske fastland i en kortere periode. Samtidig skulle der indsamles informationer, og de tyske besættelsesstyrkers reaktion skulle analyseres. Denne Operation Jubilee var foreslået af admiral Lord Louis Mountbatten, chef for Combined Operations, og blev gennemført den 19. august 1942. Angrebet blev i overvejende grad foretaget af canadiske tropper, og udviklede sig til noget nær en katastrofe. Operationen kostede ca. 1.000 soldater livet, og 2.500 blev taget til fange, men herefter stod det klart, at den af Josef Stalin krævede 2. front ikke kunne etableres i 1942, men angrebet på Dieppe havde også været lærerigt, og det kom den senere operation Overlord til gode.
Den tyske hær havde tab på mindst 311 døde og 280 savnede ved operationen, og den tyske propaganda prøvede at fremstille det allierede raid som en fejlslået invasion.
Churchill havde allerede i foråret 1942 besluttet, at der først skulle gøres landgang i Nordafrika. Da de allierede kun havde forholdsvis få tropper og landgangsbåde til rådighed var det på dette tidspunkt umuligt at gennemføre en invasion på det europæiske fastland. Planerne om invasionen i Nordafrika stødte på massiv modstand fra Sovjetunionen og i første omgang var de amerikanske stabschefer heller ikke tilhængere af planen. Churchill endte dog med at få sin vilje.

### Planlægning af invasion i 1943
På Casablanca-konferencen i januar 1943, efter den vellykkede invasion i Nordafrika nåede de britiske og amerikanske stabschefer (Combined Chiefs of Staff) frem til, at forberedelserne til Operation Roundup ikke kunne afsluttes inden midten af august. Dermed var det ikke muligt at indlede invasionen før i efteråret 1943, hvilket betød, at Roundup ikke kunne understøtte den sovjetiske sommeroffensiv. Landgangen på Sicilien blev derfor fremskyndet og invasionen af Vesteuropa blev udskudt til 1944, idet briterne dog forbeholdt sig muligheden for at etablere et mindre brohoved i slutningen af 1943. Derudover blev det besluttet at nedkæmpe det tyske Luftwaffe ved luftangreb allerede i 1943 og derefter indlede en større bombeoffensiv, som skulle forberede landgangen i 1944. Nedkæmpelsen af det tyske luftvåben blev først og fremmest mulig, da de meget hurtige og langtrækkende amerikanske Mustang jagerfly blev til rådighed i stort tal.
På den britisk-amerikanske Trident-konference i maj i Washington lagde Churchill og Roosevelt sig fast på, at invasionen skulle ske i maj 1944. Stalin blev først efterfølgende informeret om, at der ikke ville komme en invasion i 1943. På Quadrant-konferencen i august i Quebec blev de første detaljerede planer for Operation Overlord lagt frem.

#### Operation Skyscraper
Roundup-planen blev fra marts 1943 udbygget betydeligt af den britiske generalløjtnant Sir Frederick E. Morgan. En første version med betegnelsen Operation Skyscraper, lagde op til en landgang på strandene ved Caen og på den østlige side af Cotentin-halvøen, med indsættelse af fire divisioner i den første bølge og seks umiddelbart efter. Desuden var det planen, at der skulle indsættes 11 specialstyrker mod særlige mål, og der skulle også indsættes fire luftbårne divisioner mod de tyske forsyningslinjer. Efter etablering af det første brohoved, som også omfattede Cherbourg, var det meningen, at der skulle erobres yderligere havne, for at sikre invasionsstyrkens forsyningsveje. Fremstødet skulle rettes mod havnene ved Seinens munding med en yderligere landgang ved Le Havre. Senere skulle havnen i Antwerpen erobres, så der kunne opstilles allierede enheder mellem Pas-de-Calais og Ruhr. Planlægningen af Skyscraper var præget af, at de vigtigste problemer ved en invasion over kanalen blev identificeret, som først og fremmest bestod i at fremskaffe et tilstrækkeligt stort antal landgangsbåde og -skibe. Som absolut minimum regnede man med, at ti divisioner skulle transporteres over kanalen, hvilket lige ville være nok til at kunne bekæmpe de fjendtlige enheder som på daværende tidspunkt var til stede i området. Hvis det ikke lykkedes de allierede at forhindre yderligere tyske enheder i at blive overført til Frankrig, måtte invasionsflåden forøges, så den kunne transporterede yderligere divisioner. Yderligere to divisioner måtte afsættes til kystforsvar.
Operation Skyscraper gjorde det klart, at en invasion ville stille store krav til tropper, materiel og logistik, og bidrog i høj grad til at Roundup-planen blev opgivet. Planlæggerne havde imidlertid også brug for en hurtig afklaring, så de ikke at måtte opstille krav til operationen baseret på en mulig kommende oprustning fra modstanderens side. Jo længere planlægningen skred frem, jo mere stod det klart, at de allierede endnu ikke var klar til en invasion. Målene for operation Skyscarper var for store. De britiske planlæggere trak sig ud af staben, da tanken om at yde beslutsom modstand ikke syntes dem tilstrækkelig som basis for en beregning af hvor mange divisioner, der skulle indsættes i angrebet. Dermed kom det til et brud i invasionsplanlægningen.

#### Operation Overlord
Da nogle af planlæggerne flyttede med til COSSAC staben, gik mange af ideerne fra Skyscraper ikke tabt, men blev overført til Operation Overlord. General Morgan indså imidlertid også, at det var nødvendigt at begynde forfra på et nyt grundlag. Ganske vist var der indsamlet mange brugbare oplysninger, men en brugbar plan havde man stadig ikke fået. Morgan gav sin stab ordre til at tage de eksisterende planer i betragtning for at spare tid, men alligevel betragte det som en helt ny planlægningsopgave.
Det herefter fremlagte overordnede koncept bestod først og fremmest af en stort anlagt landoffensiv, som gik ud på at invadere og besætte Tyskland med ca. 100 divisioner. Indledningsscenariet skulle en canadisk armé i sydvest stå for, mens hovedstyrken stod klar i USA til at krydse Atlanterhavet. Med hensyn til den nødvendige støtte fra luften skulle angrebet gennemføres på venstre flanke overfor de britiske enheder. Yderligere amerikanske styrker skulle udvide brohovedet og erobre havnene, gennem hvilke enhederne fra USA skulle landsættes. For at undgå en sammenblanding af de administrative kompetencer, var det bedre at betegne det canadiske brohoved som venstre flankedækning for amerikanerne. I hvert fald betød åbningen af atlanterhavshavnene en forskydning af invasionsstedet længere vestpå. Således stod det snart klart for general Morgan, at landgangen kun kunne ske i Frankrig. Hvis man erobrede havnene i Belgien og Holland ville det betyde, at landgangstropperne også ville blive kastet direkte ud i erobringen af Tyskland.
Under antagelse af, at tyskerne ville etablere det bedst mulige forsvar ved kysten og i betragtning af hvilke ressourcer, der stod til de allieredes rådighed, vurderede kommandørkaptajn John Hughes-Hallett, den øverste britiske flådeplanlægger, i maj, at landgangstropperne skulle bestå af fire divisioner og yderligere 16.000 soldater i pansrede landgangsskibe med ca. 12.000 køretøjer i Landing Ship Tanks (LST) og lignende skibe. Yderligere en division skulle landsættes indenfor 24 timer.
Hovedproblemet med at skaffe landgangsbåde og -skibe af enhver slags var imidlertid stadig ikke løst. Briterne forsøgte at få amerikanerne til at love, at skibene ville være klar i rette tid, men den aktuelle situation i Stillehavskrigen betød, at amerikanerne ikke umiddelbart var klar til at afgive et sådant løfte, selv om produktionen af landgangsfartøjer kørte på højtryk efter general George C. Marshalls memorandum i 1942. Ansvaret herfor lå imidlertid ved den amerikanske flåde, som ganske vist byggede alle slags skibe fra kanonbåde til hangarskibe på sine værfter, men ikke havde erfaring med at bygge landgangsbåde. Hertil kom, at værfterne var stærkt tynget af ældre ordrer. Af denne grund overlod de opgaverne til mindre værfter i det indre af USA. Det blev imidlertid stadig sværere at finde folk og optræne dem til at fragte bådene til atlanterhavskysten. Det endte med at den amerikanske kystbevogtning overtog denne opgave, som blev løst af teknisk set dårligt uddannet personale. F.eks. var der nær blevet udløst et alvorligt uheld af en ung skibsfører, som ved nattetide sejlede en landgangsbåd ned ad Niagara floden forbi indsejlingen til Erie kanalen, så han var på vej direkte mod Niagaravandfaldene. Han overså alle advarselssignaler på bredden, men båden løb på grund nogle hundrede meter inden vandfaldet. Da han senere blev afhørt, indrømmede han, at han vel havde set lyssignalerne, men ikke havde forstået deres betydning. Denne mangel på erfaring forsinkede ganske vist skibsbygningsprogrammet, men kunne ikke for alvor true det. I februar 1943 afsluttedes programmet i første omgang som planlagt med en rekordproduktion af 106.146 tons deplacement
Videreførelsen af programmet skete på et lavere niveau, og i maj 1943 blev der kun bygget 60.000 tons.
Briterne pressede på overfor amerikanerne for en forøgelse af produktionen for at have en tilstrækkelig stor flåde til rådighed på det planlagte tidspunkt i foråret 1944. Da de britiske værfter var fuldt optagne, måtte bådene bygges i USA.
Til gengæld argumenterede amerikanerne med, at deres andre skibsbygningsprogrammer var blevet forsinket på grund af den store produktion af landgangsbåde og -skibe siden 1942. De ville ikke acceptere yderligere opgaveforsinkelser i de næste seks måneder.

#### Teheran-Konferencen
Ved den første fælles konference i november 1943 i Teheran, hvor Josef Stalin deltog udover Franklin D. Roosevelt og Winston Churchill, enedes de allierede om en landgang i Frankrig. I starten ville Churchill igen udskyde landgangen og først erobre hele Italien, hvor den allierede fremmarch i mellemtiden var gået i stå; men det fik han ikke støtte til. Mens briterne og amerikanerne foreslog to adskilte operationer, ønskede Stalin, at der blev gennemført to samtidige angreb i hhv. Nord- og Sydfrankrig. Dermed blev de Vestallierede tvunget til at handle, og de begyndte at udarbejde såvel Operation Overlord som Operation Dragoon i alle detaljer. Allerede i begyndelsen af 1944 begyndte de i Storbritannien at gennemføre de første øvelser forud for invasionen. De kunne dog ikke foretages indenfor rammerne af Operation Neptune, da den på daværende tidspunkt kun var udarbejdet i grove træk.
Der blev oprettet et fælles hovedkvarter, som skulle sørge for koordination af forberedelserne og gennemførelse af operationen. Det skete i midten af februar 1944 med oprettelsen af Supreme Headquarters Allied Expeditionary Force (SHAEF). SHAEF indeholdt udover en overkommando og operative afdelinger også en efterretningsafdeling, som havde stor betydning ved kortlægningen af de tyske stillinger til brug for den planlagte landgang.
SHAEF's stab overtog de af Frederick E. Morgan udviklede planer og videreudviklede dem til den endelige version, operation Overlord, som blev sat i gang den 6. juni 1944 af general Dwight D. Eisenhower.
Planlægningen omfattede i store træk følgende operationer:
- Forskellige træningsoperationer for de involverede sø- og landtropper vedrørende landgang på strandene, heriblandt Exercise Tiger
- Operation Fortitude, som havde til formål at aflede og misinformere de tyske efterretningstjenester om hvor og hvornår der ville ske landgang.
- Operation Neptune – Stormen på Atlanterhavsvolden og etablering af et brohoved, herunder etablering af to forsyningshavne(Mulberry-havne)
- Erobring af Cherbourg med dens dybvandhavn
- Opnåelse af luftherredømme over Normandiet og senere over hele Frankrig
- Erobring af hele den franske kanalkyst med tilhørende havne
- Fremrykning mod Paris med henblik på at befri byen
- Befrielse af Frankrig
- Planlægning af en strategisk bombekampagne mod tyske mål i Tyskland
- Etablering af en allieret vestfront

### Forberedelse af operationen – 1944

#### Allierede tropper og forsyninger
Efter at de Vestallierede havde fået overtaget i slaget om Atlanten i maj 1943, og der for alvor var kommet gang i bygningen af Liberty-skibe, begyndte der i stor stil at komme tropper og forsyninger fra USA og Canada til Storbritannien, hvor der overalt blev etableret militærlejre til træning og indkvartering af tropper samt oplagring af materiel og forsyninger.
De store atlanterhavsdampere såsom Queen Mary og Queen Elizabeth var blevet bygget om, så de kunne overføre ca. 15.000 soldater ad gangen, men der blev f.eks. også overført tropper med særligt indrettede Liberty-skibe.
I juni 1944 var der overført 1,5 mio. soldater fra USA og 200.000 fra resten af verden således at der i alt var ca. 3,5 mio. tropper i Storbritannien. Alene den amerikanske hær havde overført 2,5 mio. tons materiel. Der var etableret 124.000 hospitalssenge. Der var samlet 13.000 fly og 3.500 svævefly. Flåden bestod af 1.200 krigsskibe og 4.000 landgangsskibe og -både. Hertil kom 1.600 fragtskibe, som lå for anker i britiske havne eller rundt omkring ved de britiske kyster.
Rundt omkring i Sydengland var der placeret enorme lagre af kampvogne, kanoner, alle slags køretøjer, bomber, granater og andre forsyninger af enhver art.

#### Særligt udstyr til de allierede
I begyndelsen af 1944 kunne generalmajor Percy Hobart præsentere Eisenhower og Montgomery for en brigade amfibiekampvogne, minestrygerkampvogne og AVRE kampvogne foruden et regiment crocodile flammekaster kampvogne, som alle var en del af de såkaldte Hobart's funnies, og som også skulle stilles til rådighed for amerikanerne, der fik tilbudt halvdelen. Amerikanerne var imidlertid ikke særlig interesserede. Eisenhower syntes om amfibiekampvognene, men han overlod beslutningen til de øvrige lederes, såsom general Omar Bradley, som igen overlod beslutningen til sine underordnede. Det endte med at amerikanerne kun benyttede amfibiekampvognene.
Da det var nødvendigt med nye eksperimentelle køretøjer, der kunne understøtte angrebet på den franske kyst, havde feltmarskal Alan Brooke allerede i 1943 truffet beslutning om at lade sådanne udvikle. Det var nødvendigt hurtigt at komme forbi forhindringerne på de tre britiske invasionsstrande og ind i landet, da det relativt flade bagland gjorde det muligt for tyskerne at gennemføre et hurtigt pansret modangreb. Nogle af disse køretøjer var baseret på nye ideer, mens andre var af ældre dato og allerede var blevet afprøvet og anvendt i felten. Det var f.eks. tilfældet med de såkaldte Scorpion minestrygerkampvognene, der bestod af ombyggede Matilda kampvogne, og som havde været anvendt mod de tyske minefelter i Nordafrika.
Invasionsplanen indeholdt derudover bygning af to kunstige havne, de såkaldte Mulberry-havne, som skulle muliggøre landsætning af tropper og forsyninger i stor stil i ugerne efter D-dag. Der skulle også lægges en undersøisk pipeline over Den engelske kanal, som kunne forsyne de allierede styrker med brændstof (se: Operation Pluto).

#### Opklaringsoperationer
Ved hjælp af luftfotos, tegninger fra den franske modstandsbevægelse, indsamling af britiske borgeres feriefotos fra Frankrig samt en række kommandooperationer, hvor der blev indsamlet sand og stenprøver fra strandene samlede de allerede et detaljeret billede af landgangsområdet.
Det britiske admiralitet henvendte sig via BBC den 19. maj 1942 til den britiske befolkning med en bøn om at folk indsendte postkort og fotos med motiver fra den franske kyst. I løbet af kort tid fik admiralitetet 9 mio. billeder og postkort hvoraf ca. 500.000 blev kopieret og analyseret. På denne måde blev der opdaget et stort antal geologiske detaljer, som ikke fremgik af noget kort .
I efteråret 1943 konstaterede de allierede kartografer, at kortene over Normandiet var baseret på opmålinger fra 1895-1896, og derfor kun var delvis nøjagtige. Derefter blev alle landgangsområder fotograferet fra såvel 10.000 meters højde som fra lav højde. For at tyskerne ikke skulle opdage de allieredes særlige interesse for Normandiet, blev der gennemført dobbelt så mange flyvninger over Pas-de-Calais området . Målet hermed var at opbygge et "D-Day Invasion Map", som skulle gøre det lettere for alle enheder at orientere sig. Kortsamlingen var færdig i juni 1944 og blev optrykt i et samlet oplag på over 18 mio.
Om natten mellem den 3. og 4. juli 1943 gik 10 medlemmer af den såkaldte "Forfar Force", en specialenhed fra den 10. "tyske" trop af 10. interallierede Commandos og Special Boat Section (SBS) i land nær den normanniske badeby Onival ved Le Tréport. Landgangen var den første af i alt syv rekognosceringsangreb i operation Forfar Easy, der havde til formål at identificere de tyske enheder i de kystnære områder, bestemme omfang og karakter af forhindringerne på strandene, stedfæste tyske stillinger og indsamle jordprøver. Specialenhederne var udstyret med tyske uniformer og våben. Til tider opholdt enhederne sig i længere tid i landsbyerne i Pas-de-Calais-området og Normandiet, og udvekslede postkort med de lokale, hvor disse havde indtegnet de tyske stillinger, til gengæld for chokolade. I slutningen af august 1943 havde specialenheden afsluttet sin operation
Ved forberedelserne til landgangen i Normandiet blev der også anvendt britiske bemandede torpedoer (Chariots) og frømænd til at afsøge farvandene ud for kysterne for forhindringer.
De undersøgte farvandene og strandene så vidt det var muligt, og de allierede var således godt informeret om forholdene i landgangsområderne. Der blev derudover bygget modeller af landgangsstrandene og deres omgivelser baseret på oplysningerne fra luftfotos og informationer fra den franske modstandsbevægelse.
Den 12. januar 1944 konstaterede COPP (Combined Operations Pilotage Parties), at der kunne opstå nogle problemer med landgangsstrandene, da jordprøverne indeholdt tørv og ler. Geologen professor J. D. Bernal beskrev mulige virkninger af tørven og leret:
"En stor del af området mellem Asnelles og la Riviere vil være umuligt at passere for selv let udstyret infanteri uden køretøjer.".
På baggrund af Bernals rapport blev der givet ordre til yderligere rekognosceringer, som skulle indsamle yderligere prøver. Desuden blev der sendt franske geologer til Paris for at lede efter geologiske kort over Normandiet. Der blev fundet fire kort, som blev smuglet til England, hvor de blev vurderet af Inter-Services Topographical Department i Oxford. Bernals advarsler viste sig at være for pessimistiske, om end der måtte regnes med, at nogle pansrede køretøjer ville gå tabt.
Den 17. januar afsejlede den britiske Ubåd HMS X20, som led i Operation Postage Able fra England for at rekognoscere langs den franske kyst i fire dage. Om dagen undersøgte besætningen kystlinjen og strandene gennem periskopet og målte vanddybden med et ekkolod. Om natten svømmede to besætningsmedlemmer ind til stranden – hver med specialudrustning, som bl.a. bestod af en undervandsnotesbog med blyant, et kompas, en kaliber 45 revolver og et jordbor. Jordprøver blev indsamlet i kondomer. Frømændene gik i land i to nætter for at få et overblik over strandene ved Vierville, Moulins St. Laurent og Colleville, som ville blive til den amerikanske invasionskyst Omaha Beach. Den tredje nat skulle de gå i land ved Orne-flodens munding, men de var så udmattede og vejret var så dårligt, at de ikke kunne gennemføre det, så de vendte tilbage til England med informationer om strandenes geologiske beskaffenhed, placeringen af klipper og tidevandet.
Fra den 31. marts var hele kysten af Nordfrankrig under observation fra særligt udrustede allierede fly med horisontale og vertikale kameraer. Rekognosceringsflyvninger viste, at antallet af tyske kanonbatterier ved Nordfrankrigs kyst var vokset fra 16 til 49 i løbet af otte uger .

#### Øvelser og uheld
De allierede afprøvede invasionen allerede flere måneder inden D-dag. Således øvede de allierede også landgangen den 28. april 1944 syd for Devon som led i den såkaldte Exercise Tiger. Da de involverede skibe blev opdaget af en tysk flotille hurtigbåde, blev flere af dem torpederet og 749 amerikanske soldater omkom.
En af farerne mod Operation Fortitude – de allierede bestræbelser på at føre tyskerne bag lyset med hensyn til hvor og hvornår landgangen ville finde sted – og dermed også mod invasionen i sig selv, bestod i at briterne lukkede grænsen til Irland (som til dels samarbejdede med tyskerne) og afspærrede store kystområder, som skulle bruges i forbindelse med Operation Overlord. For at sløre disse tydelige beviser på en kommende invasion overdængede de allierede efterretningstjenester de tyske konsulater med misinformation, så tyskerne endte med ikke at reagere på disse begrænsninger.
I ugerne op til invasionen førte krydsogtværs opgaverne i avisen Daily Telegraph for bekymring blandt de allierede planlæggere. Mange af kodenavnene – herunder Overlord – optrådte nemlig som løsningsord . Den britiske kontraspionage MI5 betragtede det i første omgang som et tilfælde. Da ordet "Mulberry" dukkede op, blev man urolig og opsøgte den skolelærer, som konstruerede opgaverne. Han kendte imidlertid ikke noget til operationen, og det hele blev set som en tilfældighed. Ifølge National Geographic, hævdede en af krydsordskonstruktørens tidligere elever i 1984, at han havde hørt ordene, mens han lyttede til soldater, der snakkede sammen ved lejrbålene og havde foreslået, at de blev brugt i krydsordene. Denne påstand har ikke kunnet bekræftes af uafhængige kilder og Marc Romano, forfatteren af bogen Crossworld: One Man's Journey into America's Crossword Obsession, anfører adskillige grunde til at historien ikke er plausibel.
Der forekom flere fejl op til og på D-dag. En alvorlig fejl drejede sig om den radiotale, som general De Gaulle holdt efter D-dag. Heri fastslog han, i modsætning til de øvrige allierede ledere, at invasionen i Normandiet var den eneste og afgørende invasion.

## Terrænet
I det vestlige Normandiet består kysten af granit- og mod øst af kalkstensklipper, som rager op til 150 meter i vejret og forskellen mellem vandstanden ved ebbe og flod er op til 11 meter. Tidevandet opnår derfor også en hastighed på op til 35 km i timen. Over store strækninger – fortrinsvis i midten af området finder man imidlertid også kilometerlange sandstrande. Hele året blæser det fortrinsvis fra vestlige retninger, og jævnligt med orkanstyrke.
Mod nord afgrænses Normandiet af Den engelske kanal og området gennemstrømmes af floder, såsom Seinen, Orné og Vire. Orné havde taktisk betydning, da den udgjorde en naturlig grænse mellem 7. og 15. tyske armé, som man kun kunne krydse via broer. Derfor var det til fordel for de allierede at ødelægge disse broer og dermed forhindre, at de to arméer kunne slutte sig sammen. Keltiske bønder begyndte allerede for 2.000 år siden at anlægge små volde med hække på rundt om deres marker, det såkaldte bocage-landskab, i den vestlige del af Normandiet. Det delte landskabet op i utallige små marker, hulveje, floder og bække, som var ideelt terræn til forsvar, hvilket blev tydeligt under operation Overlord. I løbet af de 2.000 år var voldene vokset til en bredde på mellem en og tre meter og 3½ meter i højden og var beklædt med brombær og andre tornede vækster og buske, så hækkene havde en højde på op til 4½ meter. Overlevende allierede soldater berettede om, at hver enkelt mark måtte erobres under heftige kampe. Udover bocagen lå der mod vest en yderligere naturlig forhindring for de allierede i form af vidtstrakte sumpe omkring Carentan, som ikke kunne passeres af køretøjer. Der ligger fem større og et stort antal mindre sumpe på sletten ved Carentan, som endda blev udbygget ved kunstige oversvømmelser af de tyske forsvarere.
På grund af dette uigennemtrængelige sumplandskab var de allierede tvunget til at trænge igennem bocagen.
Ved kysten mellem Arromanches og Orne-flodens munding havde tyskerne tilmuret alle kystvendte vinduer i husene og udstyret dem med skydeskår, så de om nødvendigt kunne yde modstand herfra. Alle veje, som mundede ud i strandpromenader, havde tyskerne spærret med betonmure, så de dannede en sammenhængende linje med husmurene.
I det østlige Normandiet, omkring Caen, var terrænet mest fladt, tørt og fast. Derfor var det velegnet til store kampvognsenheder. Hertil kom, at man på grund af det flade land havde et godt og langtrækkende overblik. Tyskerne var klar over den taktiske værdi af dette terræn, og placerede derfor størstedelen af deres kampvognsstyrker ved Caen. Desuden placerede de observationsposter på højtliggende bygninger og tårne for at kunne udnytte det gode overblik over området.

## Våben

### Til lands
De allierede havde enorme mængder af våben til rådighed for tropperne på landjorden, men de tyske kampvogne og infanterivåben var gennemgående bedre end de allieredes.
De allieredes M4 Sherman kampvogne kunne så nogenlunde klare sig overfor tyskernes Panzer IV, men var håbløst underlegne i forhold til Panther og Tiger kampvogne. Disse kampvogne kunne gennembryde panseret på en Sherman kampvogn på lang afstand, mens en Sherman f.eks. kun kunne ødelægge en Tiger når den ramte den på meget kort afstand – og bagfra. Briterne havde udviklet en ny udgave af Sherman kampvognen – Sherman Firefly – med en større 17 punds kanon. Den kunne bedre tage kampen op med de tyske kampvogne, men fandtes kun i begrænset antal og var altid dem tyskerne først skød efter.
De allierede havde overtaget hvad angår artilleri. Der var f.eks. de fremragende engelske 25 punds kanoner, og amerikanernes langtrækkende 155 mm Long Tom kanoner.
Til gengæld havde tyskerne nogle fremragende anti-tank våben – dels i form af deres 88 mm kanoner og dels i form af deres antitank-raketter såsom Panzerfaust og Panzerschreck. Den britiske PIAT og den amerikanske Bazooka
kunne ikke følge med. Begge sider brugte morterer i stor tal. De tyske Nebelwerfer granatkastere var frygtet, fordi de beskyde et begrænset område med et stort antal granater på meget kort tid.
De tyske maskingeværer MG34 og MG42 var også bedre end de allieredes BAR og Bren. Specielt MG42 kunne skyde meget hurtigt. Mens en Bren Gun havde en hurtig staccato-lyd, lød en MG42 som når man river et stykke stof i stykker. Denne lyd indgød skræk i de allierede soldater.
Begge sider anvendte maskinpistoler i stort omfang. Der var de amerikanske Thompson maskinpistoler, som mange kender fra gangsterfilm, der var de britiske Stenguns, som var lette at fremstille, men hvor patronerne ofte satte sig fast. Tilsvarende havde tyskerne deres MP40, som ofte kaldes Schmeisser.
Begge sider anvendte også håndgranater. De allierede brugte de såkaldte ananas håndgranater, som sender metalstykker i alle retninger, når de eksploderer. Tyskerne anvendte stavgranater, som kunne kastes længere. Til gengæld havde de knap så effektiv en virkning, da deres effekt først og fremmest bestod i en eksplosion frem for omkringflyvende metalstykker.
De fleste almindelige infanterister på begge sider var udstyret med rifler. Her var amerikanerne udstyret M1 Garand geværet, som var halvautomatisk, og derfor kunne skyde hurtigere end de tyske Mauser Karabiner 98k, som til gengæld kunne skyde mere præcist.
Endelig skal nævnes landminer, som især tyskerne udlagde i stort tal. Der var to hovedtyper S-miner, som var en springmine og rettet mod personer og tallerkenminer mod kampvogne og køretøjer.

### Til vands
Som det fremgår af afsnittet om flådeoperationerne under operation Overlord havde de allierede en enorm overvægt til søs. De var udstyret med et stort antal moderne eskortefartøjer, som var udstyret med radar og asdic, som kunne spore tyske ubåde. Samtidig havde både den britiske og den amerikanske flåde mange store flådeenheder, som kunne understøtte angrebet på Atlantvolden og senere operationer indtil 20 km ind i landet. De store slagskibe kunne affyre tonstunge projektiler, som kunne ødelægge selv de bedst pansrede tyske kampvogne.

### I luften
I løbet af det sidste halve til hele år inden invasionen havde de Vestallierede tilkæmpet sig et absolut luftherredømme over Vesteuropa. Dette skyldtes først og fremmest at de allierede havde fået de hurtige langtrækkende P-51 Mustang jagerfly, som kunne tage kampen op med de tyske Bf 109 og Fw 190 jagere som angreb de allierede bombefly over Tyskland.
De allierede rådede også over et stort antal P-47 Thunderbolt, som var meget robuste og derfor velegnede til at yde taktisk støtte til tropperne på landjorden.
Kort før invasionen tog tyskerne de nye Messerschmitt Me 262 jetjagere i brug. De var hurtigere end alle de allierede jagerfly, men det lykkedes aldrig for tyskerne at udnytte dette til at få overtaget i luften. De havde for få af dem, og de manglede benzin og erfarne piloter til at flyve dem. Endelig manglede tyskerne de fornødne råstoffer til at kunne bygge holdbare jetmotorer til dem. Gennemsnitslevetiden for motorerne lå på ca. 20 timer.

## Allierede vildledninger – Operation Fortitude
For at få tyskerne til at tro, at invasionen ville foregå ved Pas-de-Calais eller i Norge, indledte de allierede den såkaldte Operation Fortitude. Denne operation bestod af to dele –"Fortitude North" (Norge, briter) og "Fortitude South" (Pas-de-Calais, amerikanere).
I det sydøstlige England blev der derfor opstillet den fiktive First U.S. Army Group (FUSAG) under kommando af Lesley J. McNair og George S. Patton. FUSAG bestod først og fremmest af en række radiooperatører, som udsendte falske radiomeddelelser, som dem man ville forvente fra ægte enheder. Der blev udsendt meddelelser om rekruttering fra de forskellige amerikanske stater. Der blev udnævnt fiktive chefer og der blev rapporteret fra baseball og football kampe mellem hold fra de forskellige enheder. Der blev også oplæst meddelelser fra ikke-eksisterende soldater til hjemlandet. Alt sammen bestyrkede det tyskerne i deres antagelse om, at der lå en stor invasionsstyrke klar til at sætte over Kanalen ved Pas-de-Calais.
Tyskerne havde et stort spionage-netværk i Storbritannien, men de var alle frivilligt eller med magt blevet en del af det britiske "Double Cross Systems" som sendte falske informationer om placeringen og styrken af de allierede tropper. Samtidig blev der opstillet attrapper af landgangsbåde i havnene i det sydøstlige og østlige England. De blev fotograferet af tyske rekognosceringsfly, og var med til at forstærke forventningen om en forestående invasion ved Pas-de-Calais-Bereich.
I operation Fortitude North blev der på tilsvarende måde simuleret radiotrafik fra Skotland, for at få tyskerne til at tro, at der ville komme en invasion i Norge (noget briterne vidste, at bl.a. Adolf Hitler var meget bekymret for). Som følge heraf beholdt tyskerne store troppestyrker i Norge, som ellers kunne være sendt til Frankrig. Også briterne skabte en ikke-eksisterende armé – 4. britiske armé, der skulle stå for invasionen i Norge.

## Atlantvolden
Igennem det meste af 1942 og 1943 havde tyskerne med rette anset sandsynligheden for en vellykket allieret invasion i vest for at være beskeden. Forberedelserne til at imødegå en invasion var begrænset til at Organisation Todt byggede imponerende forsvarsværker, som dækkede de større havne. Antallet af militære enheder, som Tyskland havde til rådighed, nåede sit højdepunkt i 1944 med 59 divisioner stationeret i Frankrig, Belgien og Holland.
I slutningen af 1943 fik den åbenlyse allierede opmarch i Storbritannien den tyske øverstkommanderende i vest, feltmarskal Gerd von Rundstedt, til at anfordre forstærkninger. Udover nye enheder fik von Rundstedt også en ny underordnet feltmarskal Erwin Rommel. Rommel havde oprindelig kun regnet med at gennemføre en inspektionstur langs Atlantvolden; men efter at have aflagt rapport til Hitler, bad Rommel om at få kommandoen over styrkerne i det nordlige Frankrig, Belgien og Holland. Disse blev organiseret i Heeresgruppe B i februar 1944. (De tyske tropper i det sydlige Frankrig blev underlagt Heeresgruppe G, under general Johannes Blaskowitz).
Rommel havde erkendt, at trods al deres propagandaværdi dækkede Atlantvolden kun havnene. Strandene mellem havnene var derimod stort set ikke forsvarede, og de allierede kunne gå i land der og erobre havnene fra landsiden. Han satte liv i forsvarsstyrkerne, som arbejdede på at forbedre forsvaret langs hele kystlinjen. Der blev opstillet stålhindringer ved højvandsmærkerne på strandene, betonbunkers og skydestillinger blev bygget og lavtliggende områder oversvømmet. Under indtryk af de allieredes overlegenhed i luften (12.000 allierede fly mod 300 tyske jagerfly), blev der opstillet såkaldte Rommelspargel (Rommels asparges), der var pæle med påmonterede sprængladninger. De blev placeret på flade strækninger for at forhindre allierede svævefly i at lande.
Disse arbejder blev ikke helt afsluttet inden invasionen, især i de afgørende områder i Normandiet. Dels fordi de allieredes bombardement af det franske jernbanenet vanskeliggjorde transporten af de nødvendige materialer, dels fordi tyskerne gennem de allieredes vildledningsmanøvrer var blevet overbevist om at landgangen ville ske ved Pas-de-Calais, så de koncentrerede deres indsats der.
Tyskerne havde ikke desto mindre i vid udstrækning befæstet kystområdet som led i deres Atlantvold (med kanoner, maskingeværer, miner og masser af pigtråd), idet de regnede med at enhver landgang ville foregå ved højvande (hvilket resulterede i at landgangen blev planlagt til at ske ved ebbe). Det område, som blev angrebet, blev forsvaret af fire divisioner hvoraf 352. og 91. infanteridivision var af høj kvalitet. De andre forsvarstropper omfattede tropper, som tyskerne ikke anså for egnede til indsættelse på Østfronten (i reglen af helbredsmæssige årsager) og tropper fra forskellige andre nationaliteter, såsom værnepligtige polakker og tidligere krigsfanger fra Sovjetunionen, som havde indvilliget i at kæmpe for tyskerne frem for at udholde de barske betingelser i de tyske krigsfangelejre. Disse "øst" enheder var udstyret med tyske officerer.

## Den tyske situation i Normandiet
Tyskerne havde været bekymrede for en allieret invasion siden 1941. Selv om de regnede med at den ville komme ved Pas-de-Calais kunne de ikke udelukke, at den ville komme et andet sted, og kunne derfor ikke nøjes med at udbygge Atlantvolden her og koncentrere deres tropper i Nordfrankrig. Alligevel havde forberedelserne af et kystforsvar lav prioritet til hen i 1943.
Østfronten krævede sin store pris, idet der til stadighed blev flyttet tropper fra vest til øst.
Den tyske overkommando OKW udarbejdede i slutningen af 1943 en detaljeret plan, som omfattede alle mulige scenarier, som kunne opstå ved en invasion på de vestlige kyster. I tilfælde af en invasion i Frankrig lagde planen op til at der skulle flyttes tre infanteridivisioner fra Norge og Danmark, en infanteridivision, et Nebelwerferkorps og et korpshovedkvarter fra Italien foruden fire infanteri- og jægerdivisioner og mindre enheder fra Balkan. Dette skulle ske i fald de allierede foretog et stort angreb i vest. I januar 1944 begyndte OKW at tvivle på et sådant storangreb. Selv om alting tydede på et angreb på kanalens smalleste punkt mente man også at kunne se tegn til at der ville komme flere invasioner, f.eks. i Portugal eller på Balkan. Den tyske tvivl fik ekstra næring gennem den allierede landgang ved Anzio den 27. januar 1944. General Alfred Jodl var af den holdning, at denne landgang ikke hang sammen med den italienske front, men var begyndelsen på en række mindre operationer, som skulle sprede de tyske styrker og aflede opmærksomheden fra den allierede hovedlandgang i Nordfrankrig. I Frankrig forudså han at der ville ske landgang i Biscayen og Sydfrankrig, som ville afskære Den iberiske halvø. Vurderingen blev taget så alvorligt at der i februar blev opstillet to nye infanteridivisioner, der blev tildelt 19. armé i Sydfrankrig. 9. SS Panserdivision blev trukket tilbage fra OB West og lagt i reserve i Avignon. Til bevogtning af den spanske grænse og biscaykysten fik 1. Armé tildelt en ny division.
Da situationen på Østfronten og ved Middelhavet ændrede sig hurtigt, kunne OKW stort set ikke udarbejde langsigtede fremtidsplaner, og handlede i praksis fra dag til dag. Allerede i marts udgik der befaling om, at den tidligere udstedte forsvarsplan blev trukket tilbage og dermed de tilhørende troppeforlægninger. Der tilgik desuden melding til cheferne om, at troppeforlægninger først ville blive godkendt i detaljer, når fjenden havde indledt hovedangrebet. Herefter skulle OB West modtage et korpshovedkvarter, to forstærkede pansergrenaderregimenter, et forstærket infanteriregiment, kampgrupper fra tre infanteriregimenter som grundlag for en ny division samt et artilleriregiment, fem landværnsbataljoner og en Nebelwerferbataljon. Disse nyopstillede enheder tålte naturligvis ingen sammenligning med den gamle plans otte divisioner, hverken i erfaring eller kampkraft. Da overkommandoen imidlertid gik ud fra, at der ville komme flere invasionssteder og ikke blot eet storangreb, syntes enhver mulig koncentration af tropper udelukket.
Ved et møde mellem Adolf Hitler og hærcheferne i marts 1944 forsøgte feltmarskal Erwin Rommelat få gennemført en forøgelse af sit kompetenceområde, hvilket ville have ført til en faktisk afløsning af Gerd von Rundstedt og Leo Geyr von Schweppenburg som ledere af forsvarsstyrkerne. I særlig grad ønskede Rommel at få kommandoen over alle pansrede- og motoriserede enheder samt artilleriet. Hitler var ikke uimodtagelig for forslaget, og lovede at få foretaget en vurdering af den aktuelle situation. Det var kun en undersøgelse fra operationsstaben i OKW, som understøttede en senere protestskrivelse fra von Rundstedt, som fik Hitler til at vende tilbage til den tidligere kurs. Imidlertid var nogle ændringer allerede sket, og blev ikke senere revideret. Rommel havde fået tildelt fuld taktisk kontrol over 2., 21. og 116. panserdivision som reserve for Heeresgruppe B; von Schweppenburg forblev dog ansvarlig for deres træning og organisation.
Nogenlunde på samme tid fik OKW stillet yderligere fire panserenheder til rådighed indenfor OB Wests område. Det drejede sig om 1. og 12. SS panserdivision, 17. SS pansergrenaderdivision og Panzer Lehr divisionen. De skulle fungere som en central mobil reserve.
Den sidste ændring i kommandostrukturen skete i maj, da von Rundstedt gav ordre til opbygning af en ny Heeresgruppe, som skulle overtage kommandoen over 1. og 19. Armé. Heeresgruppe G blev underlagt generaloberst Johannes Blaskowitz og overtog udover de to arméer også de tre andre panserdivisioner i Frankrig 9., 10. SS og 2. SS. Ved at etablere det nye hovedkvarter forsøgte von Rundstedt at redefinere sin stilling. Dermed stod det fast, at i den kritiske fase af forsvarsforberedelserne ville befalingerne komme enten fra OB West eller direkte fra Hitler. Hitler, som sad i sit hovedkvarter i Ulveskansen i Østpreussen, var stærkt optaget af Østfronten, så det var først efter invasionen, at han rejste vest på. Hertil kom, at det ikke lod til, at han kunne komme med direkte taktiske forslag, og hans beslutninger fortabte sig i detaljer, som ikke vedrørte overordnet politik. Hitlers befalinger forstyrrede det i forvejen anstrengte forhold mellem Rommel og von Rundstedt.
Tyngdepunktet i de tyske forsvarsforberedelser lå i området ved Pas-de-Calais, da den korte afstand her mellem England og det europæiske fastland gjorde dette til et oplagt invasionssted. Disse formodninger blev forstærket af den allierede vildledning i Operation Fortitude. Tyskerne formodede endvidere, at de allierede ville gå i land om dagen, i godt vejr og når tidevandet var på sit højeste, hvilket havde været tilfældet ved de foregående landgange.

## Specialoperationer og sabotage

### Modstandsbevægelsens rolle
Lige siden begyndelsen af 1941 havde den britiske Special Operations Executive (SOE) haft kontakt til den Franske modstandsbevægelse, efter at deres første agenter var sprunget ud med faldskærm over Frankrig. Ved hjælp af disse forbindelser var der blevet etableret en omfattende struktur til videreformidling af efterretninger. Efter at det havde vist sig, at en central kontrol af kommunikationen ikke var hensigtsmæssig, blev der i 1942 landsat 17 radiotelegrafister og 36 andre agenter i Frankrig. Hertil kom yderligere personer, som blev indsat via Gibraltar og Sydfrankrig, hvorved der kunne opbygges en forholdsvis sikker kommunikationsstruktur. Den største hæmsko for forsyning af modstandsbevægelsen med våben og ammunition bestod i det begrænsede antal fly, som var til rådighed.
Først da COSSAC tog modstandsbevægelsens medvirken i betragtning ved planlægningen af Operation Overlord begyndte antallet af våbennedkastninger over Frankrig gradvis at stige. I begyndelsen ville COSSAC indkalkulere en fransk opstand i planen, men opgav det igen, fordi det var for usikkert. Den britiske hær og SOE overbeviste til sidst planlæggerne om de store muligheder, som en integreret modstandsindsats i forbindelse med invasionen gav. Gennem de mange vellykkede aktioner, som især Maquis organisationen gennemførte, nåede planlæggerne til sidst frem til at inddrage modstandsbevægelsens guerillaoperationer fuldt ud i planlægningen. Herefter fløj også det amerikanske luftvåben forsyninger til modstandsbevægelsen.
De mest effektive angreb gennemførte modstandsbevægelsen mod det franske vej- og jernbanenet for at forhindre tyskerne i at sende forstærkninger og forsyninger. I de første tre måneder af 1944 ødelagdes f.eks. 808 lokomotiver. Det Vichy-franske politi opregnede mere end 3.000 angreb på jernbanenettet i en rapport. Jo nærmere man kom på invasionen, jo mere koordinerede SOE modstandsbevægelsens angreb. Umiddelbart inden D-dag skulle særligt udvalgte vej- og jernbaneforbindelser afbrydes. Derefter skulle der følge yderligere aktioner. Til at meddele modstandsbevægelsen den præcise dato for landgangen benyttede SOE den britiske radiostation BBC. Lederne af den franske modstandsbevægelse havde allerede måneder i forvejen fået at vide, at de skulle lytte til BBC den 1.,2.,15. og 16. i måneden og vente på en aftalt kodemeddelelse. Når de hørte den, skulle de af sikkerhedsgrunde vente på en anden meddelelse, som skulle følge kort efter. 48 timer efter meddelelserne udsendte BBC kodemeddelelser, som præcis angav hvor, der skulle gennemføres aktioner og mod hvad. Da modstandsbevægelsens angreb i reglen blev planlagt regionalt, kunne de let afstemmes med de tilhørende operationer i henholdsvis Overlord og Neptune.
I løbet af juni og især i dagene efter landgangen ødelagde modstandsbevægelsen 486 sporstrækninger og 26 telegrafledninger, herunder forbindelserne mellem Avranches og Saint-Lô, Saint-Lô og Cherbourg og mellem Saint-Lô og Caen.
Videregående planer indkalkulerede endda modstandsbevægelsen som faste franske enheder i de følgende operationer. Ganske vist var antallet af modstandsfolk svært at gøre op, men i London blev der etableret et hovedkvarter for FFI (Forces Françaises de L'Intérieur) under general Joseph Pierre Koenig som igen etablerede en tre-stats overkommando bestående af franskmænd, briter og amerikanere. FFI blev efterfølgende direkte underlagt SHAEF. Også her var der problemet med forsyninger, især med svære våben, såsom kanoner. Til det formål var der i dagene efter D-dag indsat 11 specialenheder fra SAS, heraf fem fra Storbritannien og seks fra Nordafrika under kommando af general Browning, som via faldskærm leverede passende våben og kanoner fra luften.

### Britiske og franske SAS operationer i Bretagne
I løbet af natten mellem den 5. og 6. juni 1944 sprang fire grupper fra den franske 4. SAS (36 soldater) ud over det sydlige og nordlige Bretagne med henblik på at etablere støttepunkterne "Dingson", "Samwest og "Grog", hvorfra den franske modstandsbevægelse skulle forsynes og der skulle dannes landings- og udspringszoner til resten af bataljonen. Det franske SAS havde til opgave at ødelægge samtlige kommunikationsforbindelser og -veje og forberede baghold og sabotageaktioner for at hindre tyskerne i at rykke i retning af Normandiet.
I løbet af natten efter D-dag blev 18 franske SAS grupper (58 soldater), kaldet "Cooney-Teams" kastet ud over store dele af Bretagne for at gennemføre de sabotageaktioner mod jernbaner, veje, osv. som tidligere var forberedt af andre. Grupperne drog fra juni til juli igennem landet og udrustede de lokale modstandsbevægelser med våben og trænede dem til kamp.
Nat efter nat blev der fløjet yderligere SAS grupper og forsyninger ind i området ved Saint-Marcel "Dingson" hvorved det lykkedes de allierede enheder at gennemføre de planlagte sabotageaktioner med succes. SAS grupperne opstillede omkring 10.000 modstandsfolk
omkring sig, som hjalp dem med at udføre deres opgaver. Den 18. juni var 200 mand fra det franske SAS med fire bevæbnede jeeps og ca. 2.500 modstandsfolk i kamp mod ca. 5.000 tyske soldater, der blev støttet af mortérer. SAS grupperne og modstandsfolkene holdt deres stillinger indtil natten, hvor de i ly af mørket trak sig tilbage. Efter disse kampe blev SAS-grupperne jagtet med alle midler af tyskerne, så mange af dem omkom. I dag minder et museum i Saint-Marcel om kampene.
I august rykkede 8. Korps fra 3. amerikanske armé ind i Bretagne og Slaget om Bretagne begyndte. Den 2. eskadron fra 3. SAS blev fløjet til Bretagne for at afløse mændene fra 4. SAS. Desuden blev der fløjet mange køretøjer til Bretagne med svævefly. Det franske SAS (530 soldater) havde ved krigens slutning mistet over 55 % af sine mænd ved kampe i Bretagne.

## Begyndelsen af Operation Overlord – Operation Neptune
For at sløre invasionen i Normandiet lettede der om morgenen den 6. juni 1944 nogle allierede fly fra flyvepladser ved Dover, hvorefter de udkastede sølvpapirstrimler over Kanalen ved den engelske østkyst. Det dermed frembragte radarsignal fik tyskerne til at tro, at der var hundreder af fly og skibe på vej i retning af Pas-de-Calais.
Oprindelig var Operation Overlord planlagt til at starte med Operation Neptune i maj. På grund af dårligt vejr måtte datoen for landgangen imidlertid udskydes flere gange. Den 8. maj fastsatte den øverstkommanderende for de allierede styrker, general Dwight D. Eisenhower, datoen for D-dag til den 5. juni 1944. Da vejrudsigten for den 5. juni lovede dårligt vejr med storm, udskød Eisenhower datoen til den 6. juni. På det afgørende møde den 5. juni kl. 16.15 fik landgangen imidlertid grønt lys. Af sikkerhedsgrunde fik ikke kun de enkelte operationer og deres startdatoer kodenavne, men også de enkelte kyststrækninger, hvor landgangen skulle foregå. Den 1. amerikanske armé gjorde landgang på Utah Beach på østkysten af Cotentin halvøen ved Sainte-Mère-Église og på Omaha Beach ved St. Laurent. Den 2. britiske armé gik i land på Gold Beach ved Arromanches og Sword Beach ved Ouistreham mens canadierne gik i land på Juno Beach ved Courseulles-sur-Mer.
Da Eisenhower besøgte den 101. amerikanske luftbårne division, havde han allerede skrevet en officiel pressemeddelelse, som skulle udsendes hvis invasionen mislykkedes:
| Citat | Vore landgange i Cherbourg-Havre området har ikke opnået tilfredsstillende fodfæste og jeg har trukket tropperne tilbage. Min beslutning om at angribe på nuværende tidspunkt var baseret på den bedste tilgængelige information. Tropperne, luftvåbenet og flåde gjorde alt hvad mod kan udrette. Hvis der hæfter skyld eller fejl på forsøget er det min alene. | Citat |
| .     | |       |

### Operation Neptune (D-Dag)
Den 6. juni 1944 kom de stærkeste landgangsstyrker i krigshistorien i kamp. De blev understøttet og båret af den største samling skibe nogensinde, med over 6.000 enheder. (se Krigen til søs under Operation Overlord).
Til sikring af flåden og som støtte for tropperne på jorden indsatte de allierede omkring 4.190 jagerfly/jagerbombere, 3.440 tunge bombefly, 930 middeltunge og lette bombefly, 1.360 troppetransportfly, 1.070 fly fra Coastal Command, 520 rekognosceringsfly og 80 søredningsfly. I alt blev der på D-dagen indsat 11.590 fly (6.080 amerikanske og 5.510 britiske), foruden 3500 svævefly. Angrebet blev gennemført over en strækning på 98 km mellem Sainte-Mère-Église på Cotentin halvøen i vest og Ouistreham i øst. På de vestlige strande med kodenavnene Utah og Omaha beach landsattes tre amerikanske infanteridivisioner på de andre strande Gold, Juno og Sword Beach blev der landsat to britiske og en canadisk division – i alt blev der på D-dag landsat ca. 170.000 mand.

#### Landsætninger fra luften
De allierede luftbårne divisioner, som blev indsat på D-dag, havde som opgave at sikre invasionsområdets flanker og erobre eller ødelægge vigtige nøglestillinger og batterier.
Seksten minutter efter midnat begyndte den 6. luftbårne britiske division operation Tonga da svævefly landede ved broerne over Orné og Caen-kanalen ved Benouville. Den 6. luftbårne division havde til opgave at landsætte faldskærmstropper og tropper i svævefly i tre dropzoner
(K, V og N), indtage og holde Orne-Caen-kanal-broerne, ødelægge broerne over Dives, ødelægge kystartilleribatteriet ved Merville og holde området mellem Orné og Dives, og dermed sikre de allieredes venstre flanke. Det lykkedes hurtigt for faldskærmstropperne at erobre landsætningszonerne og gøre klar til at forstærkninger kunne lande. Også sprængningen af broerne over Dives ved Troarn, Bures, Robehomme og Varaville lykkedes. Inden aften den 6. juni var alle mål nået. En anden del af operationen bestod i landsætning af faldskærmstropper ved kystartilleri batteriet ved Merville, som skulle ødelægges, hvilket også lykkedes med svære tab på omkring 50 %.
Den 82. amerikanske luftbårne division skulle i Operation Detroit og 101. luftbårne division skulle i Operation Chicago lande i den vestlige ende af invasionsområdet. På grund af at landingsområder kun delvis var markeret, dårligt vejr og dårligt terræn blev faldskærmstropperne spredt over et stort område og kunne ofte ikke samles. Nogle faldskærmstropper druknede endda i søer eller i de af tyskerne oversvømmede områder. Efter 24 timer var kun 2.500 af de 6.000 tropper i 101. luftbårne division blevet samlet. Mange soldater var stadig faret vild flere dage efter invasionen. Den 82. luftbårne division erobrede allerede om morgenen den 6. juni byen Sainte-Mère-Église, der således blev den første by, som kom under allieret kontrol under invasionen.
En specialgruppe fra 101. luftbårne division bestående af 12 mand, lod håret klippe i hanekamsfrisure for at gøre de tyske enheder nervøse. Denne gruppe kaldte sig "Filthy 13", og de blev kendt for at være hårde og meget modige soldater. Ideen til aktionen stammede fra faldskærmssoldaten Jake McNiece, en halvblods indianer fra Oklahoma. Gruppen blev fotograferet inden D-dag af en fotograf fra avisen "Stars and Stripes" mens de påførte camouflagemaling på ansigtet. "Filthy 13" kæmpede indtil krigens slutning, og ca. 30 soldater erstattede døde og sårede medlemmer undervejs. Tyskerne skal sågar have troet, at "Filthy 13" var kriminelle, som amerikanerne havde frigivet og sendt i kamp.
En allieret faldskærmssoldat beskrev sine oplevelser på d-1, 5. juni 1944 som følger:
| Citat  | Der udbrød småkrige rundt om mig. De varede i reglen mellem et kvarter og en halv time, men man kunne kun gætte om hvem der havde sejret. Jeg kunne hverken finde ven eller fjende. Når man er alene dybt inde i fjendeland og sniger sig langs hække og ved at havet adskiller en fra den nærmeste forbundsfælle føler man sig som det ensomste menneske i verden. | Citat |
| [ 28 ] | |       |

#### Sword Beach
Invasionsstranden var ca. 8 km lang og var opdelt i fire afsnit med navnene Oboe, Peter, Queen og Roger. Det var den østligste af de allierede invasionsstrande.
Tropper fra 3. britiske infanteridivision i størrelsesordenen 30.000 mand landede på D-dag kl. 7.25 på denne strand umiddelbart vest for Orne-floden og Caen-kanalen. De var blevet tildelt forstærkninger i form af britiske commando soldater. General Charles de Gaulle havde i London arbejdet hårdt på at sikre, at franskmændene også blev involveret i landgangen, og det var blevet bevilget. Der landsattes derfor også franske tropper på Sword Beach. Stranden blev forsvaret af dele af den 716. tyske infanteridivision – 736. og 125. infanteriregiment samt dele af 21. panserdivision, som kunne gribe ind fra baglandet. Mod øst bag floden Dives lå yderligere den 711. infanteridivision.
Det lykkedes briterne, trods tysk modstand, at rykke ind i landet og nå frem til den 6. luftbårne britiske division. Da erobringen af Caen ikke kunne gennemføres blot med nogle faldskærmsenheder, ventede tropperne på enheder fra den 1. kommandobrigade under kommando af
Lord Lovat, som ankom ved Pegasusbroen op ad formiddagen. Fremrykningen mod Caen blev kraftigt generet af den 21. panserdivision og senere af 12. SS panserdivision. Det varede derfor indtil midt i juli inden Caen blev fuldstændig erobret. Briternes tab på Sword vurderedes til at have været på omkring 700 soldater.

#### Juno Beach
Invasionsstranden var delt i to afsnit med navnene Mike og Nan. Juno Beach ligger mellem Sword og Gold. Canadiske tropper under generalmajor Rodney Frederick Leopold Keller blev landsat på dette strandafsnit, som også ofte kaldes den canadiske strand. Juno Beach var den næststærkest forsvarede strand efter Omaha Beach. Denne strand blev forsvaret af den 716. tyske infanteridivision under kommando af general Wilhelm Richter.
I den første time efter landgangen lå de canadiske tab på ca. halvdelen af de landsatte soldater, hvilket nogenlunde svarede til de amerikanske tab på Omaha Beach. De landsatte amfibiekampvogne kunne imidlertid med held nedkæmpe de tyske forsvarsstillinger. Efter at det efter en times tid var lykkedes canadierne at passere kystvolden kunne de hurtigt trænge ind i landet og væsentligt bedre bekæmpe tyskerne end amerikanerne kunne ved Omaha.
Omkring middag var hele den 3. canadiske division i land og trængt adskillige kilometer ind i
baglandet for at indtage broer over floden Seulles. Byen Saint-Aubin-sur-Mer var på canadiske hænder kl. 18. En gruppe fra 6. canadiske panserregiment nåede som de eneste de udstukne mål. De var trængt 15 km ind i landet og havde krydset hovedvejen mellem Caen og Bayeux. Uden infanteristøtte måtte de imidlertid trække sig tilbage.
Ved slutningen på D-dag var det lykkedes canadierne at trænge længere frem end nogen andre allierede enheder, selv om de ved landgangen var stødt på modstand af samme styrke som amerikanerne ved Omaha Beach. Herved mistede 340 soldater livet og yderligere 574 blev såret. Der blev skabt forbindelse til de britiske tropper, som var gået i land ved Sword Beach om aftenen den følgende dag.

#### Gold Beach
Invasionsstranden var delt i fire afsnit How, Item, Jig og King' (fra US Armys fonetiske alfabet). De to sidste var igen underopdelt i Green og Red, så der var seks sektorer i alt.
Britiske tropper fra den 50. britiske infanteridivision under kommando af generalmajor Graham, der tilhørte 2. britiske armé under generalløjtnant Miles Dempsey gik i land den 6. juni 1944 på denne invasionsstrand. De bestod af de fire regimenter Devonshire, Hampshire, Dorsetshire og East Yorkshire. Desuden landede 231. brigade i Jig og 69. brigade i King, da standene var lange nok til at kunne rumme to brigader ved landgangen. I Item-sektoren kæmpede 47. Royal Marine Commando sammen med 50. Division. Strandene blev forsvaret af dele af den 716. tyske infanteridivision og ved Le Hamel en bataljon fra 352. infanteridivision, Kampfgruppe Meyer.
De allierede troppers hovedopgave bestod i at etablere et brohoved ved stranden og derpå indtage byen Arromanches, der var udvalgt til at være centrum i en Mulberry-havn. Derefter skulle der skabes kontakt til de amerikanske styrker ved Omaha Beach og de canadiske tropper ved Juno Beach.
Selv om den tyske modstand blev stadig kraftigere lykkedes det den 50. division at bryde igennem med forholdsvis små tab. Dette skyldte ikke mindst at landgangstropperne var rigeligt udstyret med kampvogne og pansrede køretøjer fra den 79. britiske panserdivision – de såkaldte Hobart's funnies – som bl.a. var udstyret med 290 mm mortérer og minerydningskampvogne, som kunne fjerne større befæstninger og minefelter.
La Rivière faldt allerede om morgenen kl. 10 og Le Hamel (ved Asnelles) var på britiske hænder i løbet af eftermiddagen. Briterne landsatte indtil de tidlige aftentimer omkring 25.000 mand og havde 400 døde. Brohovedet kunne udbygges til en dybde af 10 km ind i landet, og der blev skabt kontakt til canadierne på Juno Beach. Arromanches blev fuldstændig besat omkring kl. 22.30 og briterne nåede kort inden frem til forstæderne til Bayeux.

#### Omaha Beach
Omaha Beach var med en længde på 10 km den længste invasionsstrand, og var underinddelt i otte landgangszoner, som var vest mod øst havde betegnelserne Charlie, Dog Green, Dog White, Dog Red, Easy Green, Easy Red, Fox Green og Fox Red. Easy Red var med en længde på ca. 2,2 km det længste afsnit.
Til sikring af kysten blev den 716. tyske infanteridivision indsat. Den var under kommando af general Wilhelm Richter med hovedkvarter i Caen. Den 716. infanteridivision havde været indsat ved kysten siden juni 1942 som en såkaldt stationær division. Fra midten af marts 1944 blev 352. infanteridivision overført til området og overtog halvdelen af 716. infanteridivisions område.
Landgangstropperne led de største tab på Omaha Beach da de 448 B-24 bombefly med 1.285 ton bomber om bord på grund af dårlig sigtbarhed ikke ramte de tyske stillinger så forsvarsstillinger stort set forblev ubeskadigede. 117 B-24 bombefly vendte endog tilbage til England uden at have kastet deres bomber, da de ikke kunne finde deres mål.
Det første betydningsfulde gennembrud lykkedes ca. kl. 9 i afsnittet Dog White. Her bestod forsvaret kun af en let ikke koncentreret maskingeværbeskydning fra modstandsreden WN60. Ca. 20 minutter senere lykkedes det for C kompagniet i 116. regiment og Rangers fra 5. Ranger Bataljon under ledelse af general Norman Cota at bestige det stejle strandafsnit og trænge ind i baglandet. General Cota ledte sine mænd øst fra mod Vierville og kæmpede sig derefter vej ned til stranden ved udkørsel D1.
På andre dele af Omaha Beach skulle der overvindes væsentligt stærkere bevæbnede og befæstede tyske stillinger. General Bradley modtog omkring middag en meddelelse om at store troppestyrker sad fast på strandafsnittet Easy Red. På strandafsnittene Easy Red og Easy Green blev der indsat yderligere forstærkninger og de sårede blev transporteret væk.
Den tyske modstandsrede WN 72 overgav sig omkring kl. 13, så strandudkørsel D1 mod Vierville-sur-Mer var fri. Fra kl. 20 landsattes yderligere landgangsbølger, som medbragte yderligere materiel, såsom kampvogne og artilleri. I den vestlige del af Omaha Beach lykkedes det ikke for 1. amerikanske division at nå dagens mål. Om morgenen den 7. juni foretog dele af det 915. tyske grenaderregiment igen et fremstød mod kysten. Dette fremstød mislykkedes og førte til at modstanden ved kysten brød endeligt sammen.
Fra den 7. juni 1944 trak de resterende tyske tropper sig kun tilbage, da de allieredes overmagt i form af kampvogne, artilleri og fly ikke gjorde det muligt at gennemføre modangreb blot med håndvåben og enkelte kampvogne.

#### Pointe du Hoc
Ved Pointe du Hoc, som i amerikanske militær-dokumenter ofte fejlagtigt betegnes som "Pointe du Hoe" var der seks tyske stillinger med 155 mm kanoner, som bevogtede stranden og kunne beskyde de amerikanske landgangsstrande ved Utah og Omaha Beach. Selv om stillingerne ofte var blevet udsat for bombeangreb og beskydning fra flåden var fæstningsværkerne så stærke at de holdt stand. Derfor fik den 2. amerikanske rangerbataljon til opgave at ødelægge kanonerne om morgenen på D-dag.
Den 225 mand store rangerbataljon blev anført af oberstløjtnant James Earl Rudder. Planen gik ud på at tre kompagnier af rangers (D, E og F) skulle landsættes ved foden af klipperne og derpå klatre op ved hjælp af tove, stiger o.l. Derefter skulle tropperne erobre de øvre klipper. Angrebet skulle udføres inden det allierede hovedangreb. Det var planen at indlede angrebet kl. 6.30 om morgenen. En halv time senere skulle en anden gruppe, der bestod af 8 kompagnier følge efter. Senere skulle de afløses af tropper som blev landsat ved "Dog Green" på Omaha Beach.
Efter nogle tilbageslag i starten på grund af dårligt vejr og navigationsproblemer landede amerikanerne 40 minutter forsinkede ved foden af klipperne, mens angrebet blev støttet af beskydning fra amerikanske destroyere. Tyskerne gjorde hårdnakket modstand og kastede klippestykker og håndgranater ned over de klatrende amerikanere. Klokken 7.08 var alle rangere kommet op af klipperne og stormede de tyske stillinger. Efter ca. 40 minutters kamp var klipperne indtaget med forholdsvis små tab.
Kanonerne var imidlertid allerede blevet fjernet, muligvis på grund af de bombeangreb, som indledte invasionen. Rangerne omgrupperede sig på klipperne, byggede forsvarsstillinger og sendte nogle folk længere ind i landet for at lede efter kanonerne. En af patruljerne fandt kanonerne ubevogtede og uden ammunition i en frugtplantage ca. 1 km sydvest for Pointe du Hoc. Patruljen ødelagde nogle af kanonerne med Termit-granater, hvorved højde- og drejemekanismerne blev ødelagt. En anden patrulje kom til og ødelagde de resterende kanoner.
Efter at rangerne havde erobret Pointe du Hoc blev de flere gange angrebet af tyske tropper den 6. og 7. juni og omringet ca. 200 meter fra kysten. Det 116. amerikanske infanteriregiment og den 5. amerikanske rangerbataljon, som kom fra Omaha Beach nåede frem til 900 meter fra de indesluttede rangers. I løbet af natten mellem den 7. og 8. juni gav den tyske kommandant ordre til at de tyske tropper skulle trækkes tilbage, hvorefter de amerikanske forstærkninger kunne bryde igennem.
Ved slutningen af den 2. dag var enheden på mere end 225 mand skrumpet ind til 90 kampdygtige.

#### Utah Beach
Landgangsplanen indeholdt fire bølger. I den første bølge skulle i alt 20 landgangsbåde, som hver var udstyret med kampgrupper på 30 mand fra 8. infanteriregiment i den 4. amerikanske infanteridivision etablere to brohoveder.
Hele operationen var baseret på den første landgangsbølge, som var planlagt til kl. 6.30 om morgenen. Omkring samtidig skulle der også afsendes 8 landgangsbåde, der hver havde fire amfibiekampvogne om bord.
Den første bølge gik imidlertid i land 1.800 meter syd for det planlagte sted. Dette skyldtes en kraftig strøm, som tvang landgangsbådene sydpå. Da kysten var dækket af røgskyer fra den forudgående beskydning havde besætningerne på landgangsbådene ikke mulighed for at korrigere kursen ud fra orienteringspunkter i land.
Det forkerte landgangssted havde egentlig kunnet føre til en større forvirring, hvilket imidlertid ikke skete. Ganske vist kunne de forskellige ordrer ikke udføres i detaljer, men brigadegeneral Theodore Roosevelt, Jr. den stedfortrædende chef for 4. amerikanske infanteridivision havde styr på tingene og iværksatte angreb mod de stærke tyske stillinger, der var indenfor rækkevidde. Amerikanerne kunne således hurtigt støde frem til hovedvejene i baglandet og angribe tyskerne herfra.
Soldaterne blev kun mødt af begrænset modstand, så tabene på 197 mand måtte betegnes som meget små. Enkelte tyske artilleristillinger beskød skibene på havet, men forårsagede ingen skader.
Ved dagens slutning var mere end 20.000 soldater og 1.700 køretøjer blevet landsat på Utah Beach.

### Den tyske reaktion på invasionen
Det tyske efterretningsvæsen Abwehr vidste, at to strofer fra Paul Verlaines digt Efterårssang oplæst på BBC skulle udløse sabotageaktioner fra den franske modstandsbevægelse lige inden invasionen. Den afgørende anden strofe betød at invasionen ville foregå indenfor 48 timer fra den næstfølgende midnat. Denne strofe blev opsnappet den 5. juni kl. 21.15. Den 15. armé, som var stationeret ved Pas-de-Calais, der derefter sat i alarmberedskab. Den 7. Armé i Normandiet blev af uforklarlige årsager ikke orienteret.
Da vejrudsigten for den 5. til 6. juni lovede dårligt vejr, var mange generaler fraværende. Nogle, såsom chefen for 7. armé generaloberst Friedrich Dollmann, deltog i krigsspil i Rennes. Rommel var den 6. juni til fødselsdag hos sin kone, som fyldte 50.
SS-Panzerdivisionerne, dvs. også den 12. SS-Panzerdivision, måtte kun sættes i bevægelse efter tilladelse fra Adolf Hitler. Da denne imidlertid sov, da invasionen begyndte, forblev den hvor den var, og greb ikke ind i kampene. Kampene blev af tyskerne set som et skinangreb, der skulle aflede opmærksomheden fra det egentlige angreb ved Pas-de-Calais. Da modstandsbevægelsen havde saboteret telefon- og telegrafledningerne havde tyskerne kun lidt information til rådighed om de allieredes troppebevægelser. De allierede nedkastede desuden dukker udklædt som faldskærmstropper (kaldet Rupert), som udsendte høj kamplarm når de landede i Normandiet. Da der yderligere blev nedkastet seks SAS-soldater som gennemførte adskillige skinangreb mod de tyske stillinger var tyskerne stærkt generede og ude af stand til at handle fornuftigt.
For at skjule en luftlandsætning blev der gennemført bombeangreb over forskellige mål i området. En del allierede faldskærmstropper blev ved et uheld kastet ned over forkerte områder så de måtte slå sig igennem til deres enheder, og undervejs angreb de forskellige tyske enheder. Også derved blev tyskerne afledt fra de faktiske operationsområder og sendte tropper til betydningsløse områder.
De allierede stod overfor et forholdsvis beskedent tysk luftvåben. På D-dag var det præcis to fly, ført af oberstløjtnant Josef Priller og sergent Heinz Wodarczyk, der angreb de allierede landgangstropper. Alle andre fly var den 4. juni blevet forlagt ind i landet, da man anså de hidtidige flyvepladser for truede. På D-dag havde de allierede fuldstændig luftherredømme. (Se: Luftkrigen under Operation Overlord).
Efterhånden stod det klart for tyskerne, at invasionen var i gang, men de anså den for at være en finte og troede stadig at den egentlige invasion ville foregå ved Pas-de-Calais. Mange af de tyske generaler regnede endda måneder senere stadig med at der ville komme en hovedinvasion ved Pas-de-Calais.
Da de første meddelelser om invasionen kom til Tyskland, var den officielle reaktion i befolkningen kendetegnet ved lettelse, ja endda glæde. Man havde den holdning at man endelig afgørende kunne slå fjenden, som nu var indenfor rækkevidde. Andre derimod (f.eks. på Østfronten, hvor der i sommeren 1944 skete et totalt sammenbrud) havde under hånden den mening, at krigen efter katastrofen i slaget om Stalingrad allerede var tabt og nu 1½ år senere hurtigt ville få ende. I hvert fald forsvandt troen i befolkningen på at Atlanterhavsvolden var uovervindelig (hvilket propagandaen havde hævdet siden 1942) hurtigt i dagene efter den allierede invasion i Normandiet.

## Opbygningsfasen

### Dagene efter landgangen
De allierede havde ved deres amfibielandinger i Middelhavet erkendt at det var nødvendigt at have en velgennemtænkt organisation på strandene, som koordinerede skibe og køretøjers bevægelser og sørgede for at oplagre forsyninger og senere bruge dem. Derfor indsatte de såkaldte Beachmasters, således at der var en Beach Naval Officer-in-Charge (NOIC) for hver af de fem invasionsstrande, som skulle organisere forsyningerne. På den måde sørgede de allierede endda for at der var bagere og barbere samt andre former for service ved strandene. Admiral Ramsey sagde senere:
| Citat  | Beachmasteren står ved de første landinger overfor en umenneskelig opgave. Strandene er lange og det er svært at inspicere dem hurtigt og grundigt. Tropperne på stranden er yderst sårbare, overalt ændrer situationen sig hurtigt. | Citat |
| [ 29 ] | |       |

Til at koordinere ankomst og afgang af forsyningsskibe og eskorter blev der etableret to flydende kommandosteder i hvert område som blev kaldt Captain Southbound Sailings og Captain Northbound Sailings. Omaha Beach fungerede efter D-dag som havneanlæg mens der allerede efter tre dage blev påbegyndt etableringen af begge de to Mulberry-havne. Først kom Mulberry B ved Arromanches og kort efter Mulberry A ved Omaha Beach ud for Vierville-sur-Mer og Saint-Laurent-sur-Mer. Dermed var forsyningsruten sikret fra De britiske øer. Selv om Mulberry A allerede den 19. juni blev ødelagt ved en alvorlig storm blev der indtil den 31. oktober landsat 628.000 tons forsyninger, 40.000 køretøjer og 220.000 soldater.
For at kunne opbygge et sikkert brohoved måtte de nærmeste byer indtages og brohovederne kobles sammen. Samtidig måtte strandene beskyttes så forsyningerne kunne bringes sikkert i land. Af disse grunde blev der sendt patruljer og hele kampenheder ind i baglandet, hvor de skulle rykke frem og erobre byer, hvilket tyskerne dog forsøgte at forhindre. Der udbrød svære kampe bag strandene, og således forsøgte 12. SS panserdivision (Hitlerjugend divisionen) fra 7. til 8. juni at trænge de canadiske enheder tilbage til stranden, hvilket dog ikke lykkedes. Også under slaget om Carentan (fra 8. til 15. juni) blev den tyske modstand til sidst brudt og byen indtaget af de allierede.

### Den sovjetiske sommeroffensiv
Den store sovjetiske sommeroffensiv på Østfronten – Operation Bagration – blev startet den 22. juni 1944 på treårsdagen for det tyske angreb på Sovjetunionen. Denne offensiv førte til en voldsom svækkelse af de tyske styrker på det midterste stykke af Østfronten.
På grund af den allierede invasion i Normandiet var der blevet trukket tyske enheder væk fra Østfronten så der var færre tropper til rådighed ved den tyske front mod øst. Fire sovjetiske fronter (armégrupper med mere end 120 divisioner og 2.150.000 mand angreb de stærkt underlegne tyskere, som kun kunne mønstre ca. 600.000 dårligt udrustede soldater i den 4. og den 9. tyske armé samt den 3. panserarmé.
Den Røde Hær udnyttede sin overlegenhed og opnåede gennembrud langs hele linjen, hvorigennem der blev sendt panserkiler. Taktisk betød det, at russerne for første gang anvendte blitzkrigs taktik imod tyskerne. Dette blev hjulpet på vej af Hitlers ordrer om at holde ud og holde fast i stedet for at gå over til et dynamisk forsvar. Dermed kom det til omringningsslag og til sidst nedkæmpelse af Heeresgruppe Mitte med 3 arméer og i alt 25 tyske divisioner.
Herefter fulgte et tysk tilbagetog over 500 km mod vest, og tilbagetoget stoppede først i midten af august kort før den tyske grænse. Heeresgruppe Nord blev afskåret fra forbindelser over land, men holdt dog ud i Kurland indtil kapitulationen i maj 1945. Efter de nyeste opgørelser mistede tyskerne 670.000 mand under operationen, som varede indtil 19. august, mens de sovjetiske tab var på omkring 765.000 mand. De tyske tab kunne ikke erstattes da Tyskland på daværende tidspunkt var involveret i en krig på tre fronter. Derfor blev forsyningerne til de tyske tropper i Nordfrankrig også stadig mindre, hvilket hjalp den allierede fremmarch mod øst.

### Fremstød ind i landet
Frem til den 12. juni lykkedes det for de allierede at udvide brohovederne til en længde af ca. 100 km og en dybde på ca. 30 km ind i landet og at forbinde dem med hinanden. På kun 7 dage var det lykkedes at landsætte 326.000 soldater, 54.000 køretøjer og mere end 100.000 tons krigsmateriel. Trods det var de bagefter planen. Således havde det f.eks. været meningen at Caen skulle erobres på D-dag. Også fremrykningen gennem Bocagen på Cotentin-halvøen i retning af byer i landets indre, såsom Carentan og den vigtige havneby Cherbourg viste sig at være meget besværlig. Hækkene og grøfterne gav de tyske forsvarere fremragende dækning. Især for snigskytter var terrænet særdeles velegnet.
Ikke mindst på grund af de allieredes luftherredømme og det af modstandsbevægelsen ødelagte jernbanenet lykkedes det ikke for tyskerne hurtigt at bringe yderligere enheder frem til kampområdet i Normandiet. Den 14. juni lykkedes det den 4. amerikanske infanteridivision, trods kraftig modstand, at gennembryde den tyske hovedmodstandslinje mod nord. Mod vest kom det 7. amerikanske korps ligeledes kun langsomt frem da de måtte passere floderne Merderet og Douve. Ved et kraftigt bombardement af de tyske stillinger lykkedes det den 18. juni for amerikanerne at afskære Cotentin-halvøen med et hurtigt fremstød vestpå. Tyskerne trak sig den 20. juni tilbage til byen Cherbourg, som blev udbygget til en fæstning. (se: Slaget om Cherbourg).
Cherbourg under fæstningskommandant Karl-Wilhelm von Schlieben faldt den 26. juni efter kraftig amerikansk artilleribeskydning og heftige bykampe. Nu var de allierede også i besiddelse af en dybvandshavn, hvilket gjorde det muligt at landsætte tropper og materiel i endnu større omfang.
Slaget om Normandiet var på dette tidspunkt degenereret til en række mindre slag, hvor allierede infanterienheder med artilleristøtte kun meget langsomt og med store tab trængte de tyske styrker tilbage. F.eks. led det 8. amerikanske korps tab på 10.000 døde og sårede mellem den 2. og den 14. juli hvor det kun lykkedes dem at trænge 11 km frem.
Da tyskerne fortsat holdt den østlige bred af Orne-floden og derfra kunne beskyde Sword Beach med artilleri og granatkastere blev den allierede landsætning af tropper og forsyninger på dette strandafsnit alvorligt vanskeliggjort. Området øst for Orné var landsætningsområde for den 6. britiske luftbårne division under Operation Tonga, men de havde ikke kunnet erobre eller holde hele området. Oprindelig var det også planen at bruge dette strandafsnit som allieret landgangsområde, med kodenavnet Band Beach, men det var senere blevet opgivet. Da den tyske beskydning blev stadig mere præcis og stadig flere skibe, landgangsbåde og forsyninger gik tabt, opgav de allierede den 1. juli 1944 Sword Beach, da man herfra ikke længere kunne gennemføre en fornuftig forsyningstjeneste.
Erobringen af Caen viste sig at være langt vanskeligere for de britiske og canadiske tropper i den østlige ende af invasionskysten end ventet. Caen blev sammenbidt forsvaret af stærke tyske enheder. Montgomery gennemførte derfor en række militære operationer med det formål at erobre den strategisk vigtige by og få kontrol over omegnen. Den 13. juni forsøgte den 7. britiske panserdivision at udnytte et hul i fronten ved Villers-Bocage til at gennembryde den tyske front vest for Caen, men blev i første omgang blokeret af tre tyske Tiger kampvogne under kommando af det tyske kampvogns-es Michael Wittmann. I løbet af et kvarter havde tyskerne ødelagt 10 Sherman kampvogne, 2 anti-tank kanoner og et dusin andre køretøjer. Slaget udviklede sig til et større slag, hvor briterne mistede omkring 60 kampvogne mens tyskerne mistede mellem 9 og 15. Men resultatet var at den tyske front holdt.
Kontrol over Caen og omegn ville have givet de allierede mulighed for at bygge startbaner til transportfly og muliggjort anvendelse af lufthavnen ved Carpiquet. Desuden ville det være lettere at overskride Orné-floden når broerne i Caen var indtaget. Til forsvar af området overførte tyskerne 150 tunge og 250 middeltunge kampvogne til Caen-området. Dette og de til tider vanskelige vejrforhold vanskeliggjorde de allieredes erobring af byen. Først den 8. juli, over en måned senere end planlagt, lykkedes det at erobre den vigtige lufthavn ved Carpiquet. Dermed rykkede fronten frem til under en kilometer fra byen Caen. Den næste morgen rykkede allierede tropper ind i den nordlige bydel, hvor de imidlertid blev forsinket af snigskytter.
Ingeniørsoldaten Arthur Wilkes beskrev tilstanden i byen som følger: "Bjerge af murbrokker, 6-9 meter høje […] de døde lå overalt." . I krigsdagbogen for 1. Battalion King's Own Scottish Borderers er der ligeledes en bemærkning om den 9. juli: "I de forladt virkende huse begyndte der langsomt at ske en oplivning, da de franske civilister opdagede at vi indtog byen. De kom løbende [ud af husene] med glas og vinflasker" . Det tog endnu omkring 9 dage inden de sydlige og østlige bydele og omegnen for forstæderne syd og øst for byen blev erobret af briterne og canadierne den 19. juli 1944.
Operation Goodwood var imidlertid et alvorligt tilbageslag for de allierede. Montgomery forsøgte at gennembryde den tyske front og bryde ud af området ved Caen. Over 430 britiske kampvogne blev ødelagt i forsøget og de allierede mistede over 5.500 døde inden de måtte trække sig tilbage. Tyskerne kunne fastholde deres vigtigste stillinger med et tab af 109 kampvogne, hvilket var et stort tab for dem, da de i modsætning til de allierede ikke kunne erstatte dem. Taktisk set var operationen således et nederlag for de allierede, men strategisk set opnåede operationen at tyskerne i endnu højere grad forventede at det allierede udbrudsforsøg fra brohovedet ville komme i den britiske sektor.
Operation Spring der skulle erobre højsletten ved Cramesnil og La Bruyers samt indtage byen Verrières sydøst for Caen førte til nogle af de største canadiske tab under 2. Verdenskrig. Canadierne mistede ca. 1.500 mand.
Den 25. juli havde de allierede nået D+5 linjen, dvs. de var nået frem til de stillinger de ifølge Overlord planen skulle have nået den 11. juni. Dermed stod en mangel ved de allieredes planlægning for dagene efter D-dag ganske tydelig. Man havde været beskæftiget med de problemer, som invasionen i sig selv medførte, men der manglede en tilstrækkelig plan for hvorledes brohovedet skulle udbygges. Især de taktiske problemer ved den 1. amerikanske armés front i den vestlige del af brohovedet var ikke forudset.
Samtidig med de andre allierede fremstød gennemførte amerikanerne derfor den 25. juli et udbrudsforsøg i Operation Cobra, der i de følgende dag førte til et udbrud i den vestlige sektor fra Cotentin-halvøen ved Avranches. I den østlige del af den amerikanske sektor kunne amerikanske enheder ved Saint-Lô ligeledes gennembryde den tyske front med massiv støtte fra artilleri og bombefly.
Den 30. juli gennemførte den amerikanske hær en reorganisering hvorved den 3. amerikanske armé blev aktiveret under ledelse af general George S. Patton, der sammen med 1. amerikanske armé, der nu var underlagt general Courtney Hodges, blev en del af Bradleys 12. armégruppe. Samtidig blev den 1. canadiske armé under general Harry Crerar underlagt Montgomerys 21. britiske armégruppe.
Den uforudsete store succes i operation Cobra førte den 4. august til en ændring i de allieredes planer, hvorved en yderligere fremtrængen mod vest til atlanterhavskysten blev sat i skyggen af en hurtig fremtrængen til Loire og Seinen, og kun en del af 3. armé, 8. Korps under generalløjtnant Troy H. Middleton blev sendt til Bretagne. Cobra var et tydeligt tegn på at stillingskrigen var slut og manøvrekrigen i gang, og var begyndelsen på forfølgelsen af den tyske hær igennem Nordfrankrig, der førte omringningsslaget ved Falaise-lommen.

## Det allierede udbrud
Det kom som en overraskelse at broen ved Pontaubault ubeskadiget faldt i amerikanernes hænder ved slutningen af Operation Cobra således at det blev muligt for Patton at transportere 7 hele divisioner med 100.000 tropper og 10.000 køretøjer over broen i løbet af blot tre dage og ind i det østlige Bretagne. Med 8. Korps fremrykning ind i Bretagne (se slaget om Bretagne) lykkedes det for amerikanerne at fravriste de vigtige atlanterhavshavne i Saint-Malo og Brest fra de tyske besættelsesstyrker, så de kunne bruges til landsætning af forsyninger til de allierede tropper i Nordfrankrig. Lorient og Saint-Nazaire blev indesluttet. Desuden kunne de de der stationerede tyske enheder under general Wilhelm Fahrmbacher forhindres i at falde de allierede i ryggen under deres fremrykning mod Tyskland.
Den 6. august indledte de tyske tropper under OB West, feltmarskal Günther von Kluge, et modangreb ved Mortain). Mange små og spredte enheder fra den 6. amerikanske panserdivision blev revet op på vejen til Mortain mellem floderne Sée og Sélune. Ved middagstid greb de tilkaldte stærkt overlegne allierede flystyrker imidlertid ind og bragte det tyske fremstød til standsning. I løbet af natten til den 8. august besluttede von Kluge foreløbigt at udskyde angrebet, da dele af den 3. amerikanske armé var trængt ind i området mellem Laval og Le Mans og udgjorde en kraftig trussel mod den tyske sydflanke. Hitler blev meget ophidset og truede med at fjerne von Kluge, hvilket han gjorde den 17. august og erstattede ham med Walter Model. Von Kluge blev kaldt tilbage til Tyskland, men valgte i stedet at begå selvmord.
I midten af august kom til det et afgørende slag i området mellem Falaise og Argentan om Falaise-lommen. Selv om det lykkedes for en stor del af de der omringede tyske tropper at undslippe, måtte de efterlade deres tunge våben, og intet stod herefter i vejen for at de allierede kunne besætte det meste af Frankrig.
Først ved den allierede fremrykning mod Seinen fra 21. til 25. august blev området øst for Orné-floden erobret, derfra hvor der en måned tidligere var blevet skudt med artilleri, så Sword Beach måtte opgives som forsyningsvej. Den 6. britiske luftbårne division rykkede mellem den 17. og 27. august 240 km frem til Pont Audemer samtidig med at der blev stødt frem over hele fronten. Sword Beach blev imidlertid ikke reaktiveret, da der allerede var tilstrækkelig mange havne til rådighed.
Den tyske Wehrmacht mistede 50.000 soldater på Vestfronten mellem den 7. og 21. august og yderligere 200.000 blev taget til fange. På dette tidspunkt udgjorde de tyske tab i Normandiet over 240.000 døde og sårede foruden 250.000 tilfangetagne. Af materiel mistede den tyske hær 1.500 kampvogne, 3.500 kanoner og 20.000 andre køretøjer. De allieredes tab var på 209.672, heraf 36.976 døde.
Da der nu knap var tysk modstand mod den allierede fremrykning kunne de den 25. august befri Paris. Oprindelig var det meningen at omgå byen og først erobre den senere, men ikke mindst den parisiske befolkning ventede at byen skulle erobres, og derfor blev der indledt en opstand hvor franske modstandsfolk indtog forskellige bygninger, herunder rådhuset.
Om aftenen den 24. august lod general Philippe Leclerc en mindre kampvognskolonne fra den 2. franske panserdivision rykke ind i byen og trænge frem til Rådhuset. Klokken 10 om morgenen den 25. august stod såvel Leclercs som den 4. amerikanske infanteridivision i det indre af byen. Den 26. august flyttede Charles de Gaulle, lederen af de Frie franske styrker ind i krigsministeriet i Rue Saint-Dominique. Derefter holdt Charles de Gaulle en tale fra balkonen på rådhuset (Hôtel de Ville) til Paris' befolkning. Den 9. september dannede han en ny provisorisk fransk regering.
Operation Cobra og kampene ved Falaise afsluttede kampen om Normandiet og betød starten på den hurtige fremrykning gennem Nordfrankrig, som fortsatte indtil midten af september 1944. Det allierede fremstød stoppede ikke på grund af tysk modstand, men på grund af mangel på forsyninger. De allierede tropper var blevet offer for deres egen succes og var nået længere end deres forsyningstropper kunne følge med.

## Krigen til søs under Operation Overlord
De allierede satte et stort antal skibe ind i Operation Overlord – syv slagskibe, to monitorer, 23 krydsere, 105 destroyere og 1.073 mindre krigsskibe, som kort før og under landgangen beskød de tyske styrker på kysten. Desuden skulle de sikre invasionsflåden og de efterfølgende forsyningstransporter.
Den amerikanske kommandør Anthony Duke huskede den allierede armada:
| Citat | Jeg glemmer ved Gud ikke den følelse af magt - magt der var på vej til at blive sluppet løs - som boblede op i mig da jeg så de lange, endeløse kolonner af skibe på vej mod Normandiet | Citat |
| .     | |       |

Den tyske Kriegsmarines muligheder for at imødegå den allierede landgang var begrænsede. I juni 1944 rådede den tyske flåde ikke over nogen større overfladeskibe på baserne i Frankrig. Adgangen til Den engelske kanal blev desuden overvåget af stærke allierede flådestyrker og desuden havde de allierede luftherredømmet over Kanalen. Det var derfor klart at den tyske flåde ikke havde chance for at afbryde de allieredes forsyningslinjer over Kanalen, men alligevel blev der sendt flådeenheder af sted i et, set fra vore dage, meningsløst forsøg på at opnå dette.
I hele Kanalområdet rådede den tyske flåde den 6. juni 1944 kun over 5 torpedobåde, 39 hurtigbåde (hvoraf 5 ikke var funktionsdygtige) 163 minestrygere, 57 patruljebåde og 42 kystartilleripramme. Hertil kom 5 destroyere, 1 torpedobåd, 146 minestrygere og 59 patruljebåde ved Atlanterhavskysten mellem Brest og Bayonne. I det centrale kanalområde – der hvor invasionen fandt sted – rådede flåden dog kun over fire torpedobåde, 15 hurtigbåde, 9 patruljebåde og 6 kystartilleripramme.
I kampene led begge sider store tab. Kampene foregik fortrinsvis mellem tyske hurtigbåde og britiske motortorpedobåde, men tyskerne indsatte også deres fem destroyere, hvilket ikke førte til succes.
Det lykkedes for de allierede at etablere kunstige havne – Mulberry-havnene og at erobre den logistisk vigtige havn i Cherbourg og dermed sikre sig vigtige forsyningsforbindelser. En af de vigtigste dele af forsyningen var brændstof. For at sikre en stabil forsyning hermed gennemførtes operation Pluto (Pipe-Lines Under The Ocean). I begyndelsen blev der pumpet brændstof i land fra tankskibe og fyldt direkte på tankbiler. Da Port-en-Bessin var blevet erobret af de allierede blev det første olielager opført der. På dette tidspunkt var man i fuld gang med at udlægge den første pipeline under havet. Den kunne tages i brug i august i Cherbourg. Der blev senere etableret pipelines i Pas-de-Calais området. I alt 21 pipelines krydsede til sidst Kanalen. Indtil april 1945 pumpedes der dagligt 3.100 tons brændstof til forsyningsbaserne i Normandiet. På den måde kunne de allierede forsyne deres enheder på land med brændstof og hjælpe dem med at udbygge brohovederne.

## Luftkrigen under Operation Overlord
Luftkrigen under operation Overlord udgør sammen med Slaget om England, hangarskibsslagene i Stillehavet og den strategiske luftkrig mod Tyskland de mest betydningsfulde luftslag under 2. Verdenskrig. Den allierede landgang blev først mulig da de allierede vandt luftherredømmet.
Inden D-dag bombarderede de allierede de tyske forsyningslinjer og artilleristillinger samtidig med at de fra luften forsynede den franske modstandsbevægelse med udstyr og ammunition.
På D-dag sikrede allierede jagerfly luftrummet over landgangsområder mens eskadriller af bombefly bombarderede tyske stillinger i baglandet. Samtidig afsøgte allierede jagerfly farvandene omkring invasionsområdet for tyske ubåde og angreb disse for at undgå at invasionsflåden kom i fare. Da de fleste tyskere endnu regnede med en invasion ved Pas-de-Calais glaubten, kunne de kun indsætte to jagerfly mod de allieredes invasion. Alle øvrige fly var blevet sendt ind i landet.
Efter D-dag støttede de allierede deres offensiver på jorden med koncentrerede bombardementer, men ødelagde samtidig terrænet og byerne så mange franske civile omkom. En walisisk soldat sagde om de eskadriller af bombefly, som dukkede op på himlen under slaget om Caen:
| Citat | Hele den nordlige himmel var dækket af bombefly så langt øjet rakte - bølge efter bølge, den ene over den anden - strakte sig fra øst til vest så man troede, at nu var det slut. Alle havde nu forladt deres køretøjer og stirrede forundret [op i himlen], indtil den sidste bølge af bombefly havde kastet sine bomber og begyndte at flyve tilbage. Derefter begyndte kanonerne at skyde med stadig stigende intensitet for at fuldende bombeflyenes arbejde. | Citat |
| .     | |       |

Hertil kom at allierede jagerfly gennemsøgte Normandiet efter tyske tropper og beskød dem, for at undgå at de kunne indsættes mod landstyrkerne. Da tyskerne i starten ikke kunne gennemføre rekognosceringsflyvninger havde de ikke meget at sætte op imod de allieredes luftoverlegenhed. Hitler håbede imidlertid på, at de nye vidundervåben (Wunderwaffen), såsom jetjagere (Me 262 m.fl.) kunne vende krigens gang, hvilket dog ikke blev tilfældet. Samtidig beskød tyskerne engelske byer med V1-missiler og V2-raketter. I slutningen af august havde de allierede mistet 4.099 fly og 16.674 besætningsmedlemmer, primært til det tyske antiluftskyts. Til gengæld havde Luftwaffe mistet 1.522 jagerfly. I direkte kamp mistede tyskerne imidlertid 3 fly for hver allieret fly de skød ned. Tyskerne havde således seks gange så store tab pr. indsats som de allierede. Mens de allierede kunne erstatte alle deres tab med nye fly, var dette kun tilfældet i meget begrænset omfang for tyskerne.

## Problemer med moral og psyke
Ved de fleste krigshandlinger opstår der psykiske problemer for soldaterne. I 1. Verdenskrig fik særlig mange soldater psykiske problemer, især de som kæmpede i skyttegravene. Ved størstedelen af de ramte soldater udviklede det sig til posttraumatiske belastningsreaktioner. Blandt andet på grund af stillingskrigsførelse i slaget om Normandiet optrådte disse reaktioner også i vid udstrækning efter dette felttog.
De allierede soldater havde inden slaget fået at vide, at man forventede en hurtig fremrykning, og de regnede derfor med hurtigt at kunne presse de tyske enheder tilbage. Efter at de amerikanske styrker havde lidt et alvorligt tilbageslag på Omaha Beach, gik det ud over moralen blandt de overlevende soldater. I bocage-landskabet gik bevægelseskrigen i stå, og da terrænet var uegnet for kampvogne, måtte infanteriet selv rykke frem fra hæk til hæk i et terræn, der var ideelt som dækning for de tyske forsvarere. De allierede enheder kunne ikke vide om der lå en fjendtlig soldat bag den næste busk, hvilket fik stressniveauet i top og forringede troppernes moral. Hertil kom, at soldaterne var udsat for et vedvarende bombardement af tyske granater i Bocagen.
I de områder hvor der ikke var Bocage, var der placeret veluddannede og veludrustede tyske enheder. Det gik ligeledes ud over moralen og psyken i de britiske og canadiske enheder, som kæmpede her, da det også her kostede store tab at trænge frem.
Også de tyske Nebelwerfer (raketkastere) havde virkning på de allierede troppers moral. Hertil kom at de tyske maskingeværer skød meget hurtigere end de allierede modeller. Efter cirka tre ugers svære kampe efter D-dag steg forekomsten af krigsneuroser derfor blandt de allierede.
Disse faktorer havde ingen eller kun en beskeden rolle for de tyske enheder. Størrelsen af de allierede enheder havde imidlertid afgørende betydning for den psykiske tilstand blandt de tyske tropper. De allierede kunne sende talmæssigt overlegne enheder til Frankrig, hvilket de også gjorde. De allieredes special-kampvogne, såsom modificerede Churchill kampvogne med flammekastere i stedet for maskingeværer indgød de tyske enheder angst, da de ikke kunne beskytte sig mod dem og døde en langsom død, hvis de blev ramt. Den allierede fremrykning, som efter udbruddet fra Normandiet tiltog i hastighed svækkede yderligere de tyske troppers moral. For de tyske tropper betød den stadige allierede overmagt, at også de fik psykiske problemer. Da tyskerne derefter blev omringet i Falaise-lommen førte det til såkaldt "Kesselfieber" (omringningsfeber), hvilket man allerede tit havde oplevet på Østfronten, der betød at mange tyske soldater forsøgte at flygte og senere fik psykiske problemer.
Effekten af de psykiske problemer var, at soldaternes kampkraft blev ringere og mange soldater blev på længere sigt syge af neuroser. Nogle soldater fik også posttraumatiske belastningsreaktioner.

## Tysk og allieret propaganda og behandlingen af invasionen i pressen
På såvel tysk som allieret side blev den forestående invasion ledsaget af propaganda og farvede artikler i pressen. På tysk side var man fortrøstningsfuld og regnede med at invasionen ville blive afvist, hvilket man kan se af de følgende citater fra den tyske propagandaminister Joseph Goebbels taler. I en tale den 5. juni 1943 i Berliner Sportpalast sagde Goebbels:
| Citat  | Man taler i dag om invasionen i Europa, som om det var den mest selvfølgelige ting i Verden […] den engelske og amerikanske soldat kommer imidlertid til at betale en blodig pris. Vor Wehrmacht er klar til at modtage dem! | Citat |
| [ 33 ] | |       |

Den 4. juni 1944 holdt Goebbels endnu en tale ved et stort møde i anledning af partiets kredsmøde i Nürnberg:
| Citat | Også invasionen vil ikke forløbe som man forestiller sig det i London og Washington. Den første runde har ikke vi, men derimod den fjendtlige side tabt, for de havde troet at de kunne gøre os bange med en stadig strøm af nye falske nyheder. Jeg har ikke indtryk af, at De alle er voldsomt nervøse (latter). I går var der i Amerika endnu nærmest et massehysteri fordi en fjernskriverdame i London havde skrevet til New York - hun havde øvet sig på at bruge fjernskriveren og havde som øvelsesmateriale skrevet en sætning om at invasionen allerede var gået i gang, hvilket skabte en sensation i Amerika. Englænderne og amerikanerne tror måske, at de kan gøre os bange med sådanne meldinger. De tror sikkert, at jeg nu taler her, for at De langsomt kan slappe af, at jeg siger: Nå, så slemt er det ikke, lad være med at være så bange og hysterisk (latter) | Citat |
|       | |       |

Også i tyske tidsskrifter blev forberedelserne berømmet. Således blev Atlantvolden ofte fremstillet i et heroisk lys. På forsiden af det tyske ugeblad "Das Reich" sås en standhaftig tysk soldat med et skjold, hvorpå der stod Atlantvolden, som en magtesløs britte løb ind i. I andre aviser såsom Brüsseler Zeitung fra 13. april 1944 bliver invasionen ligeledes fremstillet pågående og kommenteret:
"I bleg angst for invasionen"
"Det store blodbad i verdenshistorien"
"Den amerikanske udgiver Reynolds viser den Anden Fronts sande ansigt. Ved landgang af en million mand regner han med at hver anden går tabt. Kanonerne fra Maginot-linjen er i dag bygget ind i Atlantvolden" .
Den allierede øverstkommanderende Dwight D. Eisenhower derimod udtrykte sig fuld af fortrøstning om at de allierede ville sejre. Således mente han i en tale inden D-dag:
| Citat  | I vil afstedkomme ødelæggelsen af den tyske krigsmaskine, fjernelsen af det nazistiske tyranni over de undertrykte folk i Europa og skabe sikkerhed for os selv i en fri verden. […] De Forenede Nationer har tilføjet tyskerne store nederlag i åben kamp mand mod mand. Vor luftoffensiv har alvorligt mindsket deres styrke i luften og deres muligheder for at føre krig på landjorden. Vores hjemmefronter har givet os en overvældende overmagt i våben og ammunition og stillet store reserver af trænede soldater til rådighed. Tidevandet er vendt. Verdens frie mænd marcherer sammen mod sejren. Jeg har fuld tillid til Jeres mod, pligtopfyldelse og evner i kamp. Vi stiller os ikke tilfreds med mindre end en total sejr. Held og lykke, og lad os alle bede den almægtige Gud om at velsigne denne store og ærefulde opgave | Citat |
| [ 36 ] | |       |

Tyskerne skrev fortrinsvis positivt om invasionen og hævdede at man ville tilføje fjenden store tab. Således berettede en kvindelig tysk redaktør om anvisninger for behandlingen af meddelelser fra den allierede invasion:
„[…] Vi har fået besked på at skrive ret opmuntret om denne længe ventede begivenhed.“ .
Propagandaen rettede sig imidlertid ikke kun mod egne soldater og civilbefolkning men også mod modstanderen. Således garanterede de allierede at de tyske soldater, som frivilligt overgav sig, ville få et komfortabelt og sikkert liv. Disse oplysninger blev spredt med flyveblade. F.eks. var de første allierede fly undervejs med at nedkaste flyveblade den 5. og 6. juni 1944 over Normandiet, og først derefter kom maskinerne med faldskærmstropper. Flyvebladene var skrevet på tysk. I et vist omfang var der også optrykt befalinger i eget sprog om at behandle fangerne godt. Udover garantier og lignende til tropperne indeholdt disse flyveblade ofte advarsler til civilbefolkningen om kommende bombeangreb. De allierede nedkastede flere millioner af disse flyveblade.
Der blev også kastet tidsskrifter ned bag fjendens linjer. Således nedkastede de allierede dagligt fra den 25. april 1944 en udgave af bladet "Nachrichten für die Truppe", som i starten bestod af to og senere af fire sider med nyheder om den militære situation m.m.. Denne kampagne blev udviklet af en fælles amerikansk-britisk stab til Operation Overlord. Udover dette tidsskrift fremstillede briterne og amerikanerne også tidsskrifterne "Frontpost" og "Frontbrief".
Ifølge bogen Overlord af Max Hastings var den mest effektive propagandaform den af briterne drevne radiosender Radio Calais , der kunne aflystes af næsten halvdelen af den tyske hær. Ifølge Hastings hørte tyskerne opmærksomt efter de allierede meddelelser om tilfangetagne tyske soldater, som blev oplæst over radioen.
Ved hjælp af deres "Wunderwaffen" V1 og V2 forsøgte tyskerne dels at overbevise den egen befolkning om at krigen kunne vindes og dels at demoralisere den britiske befolkning ved at lade dem regne ned over London.
De allierede trupper satte også pris på den varmblodige stemme fra Mildred Elizabeth Sisk Gillars, som blev kendt under pseudonymet Axis Sally. Hendes mest berygtede beretning under titlen Vision of Invasion bestod i at hun den 11. maj 1944, kort før den planlagte invasion i Normandiet spillede en amerikansk mor, som havde mistet sin søn i Den engelske kanal. En stemme slog hovedet på sømmet med ordene: The D of D-Day stands for doom… disaster… death… defeat… Dunkerque or Dieppe.

## Civilbefolkningens situation under operationen

### De civile tab
På grund af forholdene for civilbefolkningen i Normandiet (artilleribeskydning og bombardementer) var antallet af ofre blandt civilbefolkningen usædvanligt højt. For at undslippe fra beskydningen søgte de beskyttelse i kældre, huler, stenbrud og grave dækket med bundter af brænde.
Flere tusinde indbyggere flygtede sydpå ad gader og veje, som jævnligt blev bombarderet. Det var både mænd, kvinder og børn inklusiv de gamle og syge som tog af sted til fods eller i kærrer – og ofte tog deres køer med. Nogle gjorde det spontant for at flygte fra kampene, andre fik ordre til at forlade deres huse af den tyske hær. Flygtningene rejste nogle gange alene og andre gange i konvojer i sydlig retning, som regel ad ruter, som Vichy-regeringen havde udformet.
Størstedelen af de civile ofre omkom på grund af allierede luftbombardementer, der havde til formål at ødelægge vejene og forsinke de tyske forsyninger. De blodigste angreb skete om aftenen og natten mellem den 6. og 7. juni hvor byerne Lisieux, Pont-l’Évêque, Caen, Argentan, Flers, Condé-sur-Noireau, Vire, Saint-Lô og Coutances blev delvis ødelagt. Mere end 3.000 mennesker omkom. Flyvebladene, som for at advare indbyggerne var blevet nedkastet få timer inden angrebene satte ind havde ikke den store virkning. I de følgende dage ødelagde bomber desuden L'Aigle, Avranches, Valognes, Vimoutiers, Falaise og Alençon. Luftangrebene aftog herefter, selv om mindre byer og landsbyer såsom Aunay-sur-Odon og Évrecy alligevel blev kraftigt bombarderet.
Yderligere blev mange indbyggere dræbt som følge af allieret artilleribeskydning og beskydning fra flåden. Således blev mange af byerne og landsbyerne langs invasionskysten ødelagt og mange indbyggere dræbt. Alexander McKee sagde følgende om bombardementet af byen Caen den 7. juli under Slaget om Caen:
| „ | De 3.500 tons bomber skelnede på ingen måde mellem ven og fjende. Hvis de britiske chefer havde troet at de kunne gøre tyskerne bange ved at dræbe franskmænd, havde de taget alvorligt fejl. | “ |
|   | — . |   |

Da byen Caen blev erobret af briter og canadiere den 9. juli var mange af indbyggeren døde eller husvilde. Ingeniørsoldaten Arthur Wilkes beskrev byens tilstand således: ""Bjerge af ruiner, [ca.] 20 eller 30 fod høje […] de døde lå overalt." .
Nogle indbyggere blev dræbt af tyskerne, enten på grund af modstandsaktioner eller fordi de havde vægret sig ved at adlyde ordrer (alene for den nedre del af Normandiet var der 650). Således blev mange af de indsatte i fængslet i Caen henrettet. Den 10. juni gennemførtes den såkaldte massakre i Oradour, hvorved byen Oradour-sur-Glane blev ødelagt som gengældelse for partisanaktivitet og indbyggerne myrdet. Ved massakren døde der 642 mennesker, hvoraf kun 52 senere kunne identificeres. Blandt de døde var 207 børn og 254 kvinder. Kun 6 indbyggere overlevede massakren.
Selv måneder efter at kampene var afsluttet blev et stor antal indbyggere i Normandiet – bønder, matroser og ofte børn – ofre for miner og skjulte bomber.
I alt mistede omkring 20.000 indbyggere i Normandiet livet – betydeligt flere end de britiske og canadiske soldater, der var døde i kamp (ca. 16.000) og omtrent lige så mange som antallet af amerikanske faldne (ca. 21.000). Størstedelen af de civile tab forekom i området ved Caen, som blev særlig hårdt ramt under de voldsomme kampe i slaget om Caen. Allene i Caen døde der 1.989 civile, mens det i forstæderne og de omkringliggende landsbyer kun døde 72.

### De franske indbyggeres reaktion på de allierede
Når de allierede ankom til byerne i Normandiet blev det fejret med flag, og dele af befolkningen klædte sig endda i det britiske flags farver. De allierede blev hilst med vinflasker og åbne vinkældre, mens de til gengæld forærede indbyggerne chokolade, tobak og tyggegummi. Således står der f.eks. i krigsdagbogen for 1. Battalion King’s Own Scotish Borderers en bemærkning om 9. juli:
"I de forladt virkende huse begyndte der langsomt at komme liv, da de franske civilister opdagede at vi var ved at erobre byen [Caen]. De kom løbende [ud af husene] med glas og vinflasker." .
Efter befrielsen af Paris den 25. august 1944 holdt Charles de Gaulle den 26. august et triumftog og talte derefter fra rådhusets balkon til Paris' befolkning. Samme dag gennemførtes en fransk sejrsparade på Champs-Élysées. En boghandler fra Paris, Jean Galtier-Boissiére, beskrev hændelserne i Paris den 25. August 1944 således:
| Citat  | En ophidset menneskemængde trænges omkring de franske kampvogne, som var smykket med faner og blomster. På hver kampvogn stod der piger, kvinder, drenge og Fifi’er med armbånd [modstandsfolk fra FFI] lige ved siden af mændene i khakifarvede overalls og képi. Folk stod langs gaderne, sendte fingerkys, strakte knyttede hænder og viste befrierne deres begejstring. | Citat |
| [ 43 ] | |       |

## Behandling af krigsfanger og krigsforbrydelser

### Behandling af fanger
Kurt Meyer beretter følgende om canadiske troppers behandling af tyske krigsfanger:
| „ | Den 7. juni fik jeg notesblok af en canadisk kaptajn. Udover håndskrevne ordrer stod der: 'no prisoners were to be taken' [der skulle ikke tages fanger]. Enkelte canadiske enheder blev derfor spurgt om instruktionerne var i overensstemmelse med virkeligheden […] og de sagde, at de havde ordre til at hvis fangerne stod i vejen for fremrykningen skulle de ikke tage fanger | “ |
|   | — |   |

På den baggrund skal Meyer have udstedt følgende ordre: "Hvad skal vi gøre med disse fanger? De spiser blot vore rationer. Fremover tages der ikke fanger." 
Den canadiske kompagnichef og major Jacques D. Dextraze sagde og bekræftede dermed i en vis grad Meyers udsagn:
| „ | Vi passerede floden. Broen var blevet sprængt. [...] Vi tog 85 krigsfanger. Jeg udvalgte en officer og sagde: 'Tag dem tilbage til krigsfangeburet'. Han gik tilbage og befalede dem at løbe hen til broen. Disse mænd havde allerede løbet adskillige kilometer. De nåede udmattede frem til broen, [men officeren sagde:] Nej, nej, I skal ikke gå over broen, i skal svømme. Så kom fangerne i vandet. De fleste druknede. […] Derefter blev de trukket op af vandet af de ingeniørsoldater, som reparerede broen. Jeg havde det rigtig skidt, da jeg så dem alle stablet op ved siden af broen. […] | “ |
|   | — |   |

### Krigsforbrydelser begået af tyske tropper

#### Massakren ved Abbaye d’Ardenne
Ifølge rapporter blev over 156 canadiske krigsfanger myrdet af 12. SS-panserdivision i dagene og ugerne efter D-dag i nærheden af Caen.
20 canadiere blev henrettet i nærheden af Villons-les-Buissons, nordøst for Caen, i Abbaye d’Ardenne, et sted med mange middelalderbygninger og en gotisk kirke. Chefen for det 25. tyske pansergrenaderregiment i 12. SS-panserdivision, Kurt Meyer, havde sit hovedkvarter i byen og havde formentlig givet ordre til henrettelserne.
Den 7. juni kæmpede canadiske tropper ved byen Authie, hvorved mange blev taget til fange. Klosteret blev hurtigt fyldt med krigsfanger. Ti blev derefter udvalgt og henrettet foran klosteret. Resten blev bragt til Bretteville-sur-Odon. Samme aften blev 11 fanger ført til en slotshave og skudt.
Om aftenen den 8. juni blev yderligere 7 krigsfanger, som havde kæmpet ved Authie og Buron ført til klosteret, spurgt ud og derpå skudt. De syv canadier gav hinanden hånden inden henrettelsen og blev derpå ført ud i haven hvor de blev henrettet med maskinpistolskud i nakken. Efter 10 minutter var alle 7 døde. Den polske underkorporal Jan Jesionek, som gjorde tjeneste i 12. SS-Panzerdivision, berettede senere om hændelserne. De sidste lig blev først fundet i efteråret 1945, efter at Abbaye d'Ardenne var blevet erobret den 8. juli 1944 af Regina Rifles.
Kurt Meyer blev i december 1945 stillet for retten på grund af henrettelserne. Han afviste dog at have kendt til dem. Han blev alligevel dømt til døden, men senere blev dommen ændret til livsvarigt fængsel. Den 7. september 1954 blev han løsladt fra fængslet.
Til minde om de canadiske soldater blev der opført et lille kapel ved klosteret. Kapellet indeholder et trækors hvorover der er en niche, som der er placeret en Mariastatue på. På korset er der hæftet en canadisk stålhjelm. Ved kapellet lægges der hvert år blomster af børnene i Authie. I 1984 blev der opstillet en mindetavle af bronze ved klosteret. På den står:
"On the night of June 7/8, 1944, 18 Canadian soldiers were murdered in this garden while being held here as prisoners of war. Two more prisoners died here or nearby on June 17. They are dead but not forgotten."

#### Massakren i Oradour-sur-Glane
Den 10. juni 1944 foregik Massakren i Oradour i den franske landsby Oradour-sur-Glane under en indsats af et kompagni fra 2. SS-panserdivision.
Om eftermiddagen omringede kompagniet landsbyen i forbindelse med bekæmpelse af partisaner og drev mere end 400 mænd og kvinder samt 207 børn sammen. Obersturmbannführer Adolf Diekmann havde fået ordre fra regimentskommandanten til at tage 30 gidsler, som skulle udpeges af den lokale borgmester, og lade dem udveksle med sin ven Sturmbannführer Helmut Kämpfe, som kort før var blevet taget til fange af modstandsbevægelsen. Diekmann gav imidlertid ordre til at landsbyen skulle brændes ned og alle indbyggerne dræbes. Lederen af 3. kompagni, Otto Kahn, sagde efter krigen til en domstol i Dortmund: "Diekmann fortalte mig, at der var kommet ordre om at nedbrænde og tilintetgøre landsbyen Oradour, hvilket jeg måtte gøre".
SS-folkene delte herefter beboerne på markedspladsen op i mænd, kvinder og børn. Kvinder og børn blev drevet ind i kirken. Derefter satte SS-folkene ild til kirken, sprængte kirketårnet, som styrtede ned i kirkeskibet, kastede håndgranater og skød vilkårligt ind i mængden. De ca. 200 mænd blev inden da placeret i skure og garager og efter eksplosionen i kirken blev de skudt.
I alt døde der 642 mennesker i Oradour, hvoraf kun 52 kunne identificeres bagefter. Blandt de døde var der 207 børn og 254 kvinder. Kun seks personer overlevede massakren.
En af de som undslap berettede:
| Citat  | Min venstre arm og mit hår var allerede brændt. Det gjorde frygtelig ondt, derfor måtte jeg ud af skuret. […] Derefter gemte vi os i skuret bagved. Så kom to SS-folk ind. Den ene gik op ad en stige og satte ild til halmen der med tændstikker […] Derpå krøb vi fra det brændende skur ind i det næste. Det lykkedes os imidlertid ikke at komme ud af landsbyen. Vi gemte os i kaninbure. Dem gik der til sidst også ild i. Omkring klokken 19 vovede vi os ud […] Jeg løb derpå videre i retning af kirkegården og derfra ud på markerne. De opdagede mig ikke. Derfra så jeg at alle huse stod i flammer. Hele Oradour var i brand. | Citat |
| [ 47 ] | |       |

Diekmanns overordnede Standartenführer Stadler indledte strafferetslige undersøgelser mod ham og feltmarskal Erwin Rommel og andre højtstående officerer og politikere protesterede mod ugerningen. Diekmann undgik dog straf, da han få dage senere faldt ved invasionsfronten. Også det meste af 3. kompagni, som havde begået massakren, blev udryddet få dage senere. Hitler havde desuden afvist en retssag.
I 1953 kunne kun 65 gerningsmænd sættes under anklage. Resten var enten faldet i 2. Verdenskrig, eller kunne ikke længere tages til fange. Kun 21 anklagede, 7 tyskere og 14 fra Alsace var til stede ved retssagen, de øvrige kunne enten ikke opspores eller blev ikke udleveret af de tyske myndigheder.
Efter krigen blev der bygget en ny landsby ved siden af den ødelagte. Resterne af den gamle landsby er i dag et advarsels- og mindested med et tilknyttet dokumentationscenter
Centre de la mémoire d'Oradour.

## Tab i operation Overlord
Det præcise tal for tabet af soldater under operation Overlord kan ikke opgøres. Allerede inden D-dag – mellem april og maj 1944 – mistede de allierede omkring 12.000 mand og mere end 2.000 fly. De havde allerede efter D-dag næsten 53.700 døde (37.000 blandt landtropperne og 16.714 i luftvåbenet), 18.000 savnede og 155.000 sårede. Tyskerne havde 200.000 døde, savnede og sårede samt yderligere 200.000 som var faldet i krigsfangenskab. Fra de allierede ligger i alt 32.807 af de faldne på krigskirkegårde mens der ligger 77.866 tyskere.. Antallet af døde i den franske civilbefolkning lå på omkring 20.000 mennesker.

## Eftervirkninger af Operation Overlord
Operation Overlord forløb relativt succesfuldt for de allierede, og det lykkedes dem at udbygge deres brohoved i Normandiet og skabe en fast base for fremstød østpå i retning af Tyskland. Ved opfyldelsen af disse mål blev de allierede støttet af deres anden landgang i Sydfrankrig – Operation Dragoon.
På grund af deres enorme mængde af udstyr og absolutte luftherredømme kunne de allierede knuse tyske troppeansamlinger på landjorden, hvilket betød at de allierede i slutningen af operationen hurtigt kunne rykke fremad. Ganske vist blev deres forsyningslinjer for lange ved den hurtige fremrykning, men ved hjælp af opbygning af nye hurtigere forsyningsveje (se Red Ball Express), lykkedes det dem først og fremmet at få de nødvendige mængder brændstof frem til fronten. Allerede den 3. september blev Bruxelles befriet og dagen efter Antwerpen.
Ved luftlandsætningsoperationen Market Garden kunne 2. SS Panserkorps tilføje briterne og amerikanerne et alvorligt nederlag. Operationen løb mellem den 17. og den 27. september 1944 i de hollandske provinser Nord-Brabant og Gelderland og havde til formål at omgå den tyske Siegfried-linje, og gøre det muligt for de britiske og amerikanske tropper at gennemføre et hurtigt fremstød ind i Tyskland.
Operationen var, som Eisenhower senere nåede frem til "en succes for 50 %'s vedkommende". Ganske vist skubbede de allierede fronten nordpå fra den belgiske grænse til Nijmegen i Holland, men målet – at overskride Rhinen ved Arnhem blev ikke nået. Den uventede kraftige tyske modstand i Arnhem forhindrede erobringen af den vigtige bro over Rhinen. De allierede måtte efterfølgende trække sig tilbage med store tab af materiel og menneskeliv.
For at kunne bruge havnen i Antwerpen satte canadiske tropper i oktober de tyske stillinger på øerne Zuid-Beveland og Walcheren i Schelde-mundingen ud af spillet. Det vigtige slag ved Shelde-mundingen varede imidlertid over en måned, men derefter var vejen banet for de allierede forsyninger.
Den 21. oktober erobrede de allierede Aachen efter heftige kampe, hvilket blev den første by i Tyskland, der blev besat af de allierede. Den 22. november nåede amerikanske tropper længere sydpå til fæstningerne i Metz og Strasbourg. I december forsøgte tyskerne at erobre initiativet på Vestfronten ved iværksættelsen af Ardenneroffensiven. Målet for operationen var at gennembryde de allierede linjer og støde frem over en bred front gennem Belgien over floden Meuse til Antwerpen, men dette mislykkedes.
De Vestallierede tropper rykkede videre frem gennem Tyskland, og den 25. april 1945 mødtes de med sovjetiske styrker i Torgau ved Elben. Det resterende tyskkontrollerede område var nu delt i to. Den 26. april faldt Bremen til briterne, som fortsatte med at rykke frem mod nordøst. I hurtig rækkefølge erobrede de Lübeck (2. maj) og Hamborg (3. maj) og til sidst Wismar. Det skete formentlig også for at forhindre den Røde Hær i at rykke frem til Slesvig-Holsten. Efter at Eisenhower, i sit operative hovedkvarter for SHAEF i Reims, havde afvist den tyske anmodning om en separatfred med de Vestallierede, underskrev den tyske generaloberst Alfred Jodl om morgenen den 6. maj 1945 den betingelsesløse kapitulation for alle tyske tropper, som skulle træde i kraft den 8. maj kl. 23.01 centraleuropæisk tid (CET).

## Kirkegårde, museer og mindesmærker
Efter krigens afslutning blev der etableret et stort antal krigskirkegårde, mindesmærker og museer i operationsområdet i Nordfrankrig, som skulle erindre om de døde, de overlevende og de forefaldne begivenheder.
De mest kendte krigskirkegårde er den amerikanske kirkegård i Colleville-sur-Mer. Derudover er der mange andre kirkegårde og mindesmærker for briter, canadiere, australiere og newzealændere, som i et vist omfang er begravet på fælles kirkegårde. På krigskirkegårdene i La Cambe og St. Desir-de-Lisieux ligger tyske soldater og officerer begravet.
Invasionsstrandene er markeret på landkort med deres kodenavne, og de fremgår også af vejskilte. Der ligger stadig mange bunkers fra krigens tid. Mange veje er opkaldt efter de enheder, som kæmpede i nærheden, eller efter militære ledere. Mange steder, som f.eks. ved invasionsstrandene og Pegasusbroen, er der rejst statuer og etableret mindelunde og museer.
Et af de mest kendte mindesmærker er stenobelisken på Pointe du Hoc, ca. 10 km vest for det amerikanske mindesmærke på Omaha Beach. Det skal erindre om faldne rangers og tjene som erindring for kommende generationer om hændelserne på D-dag.
Musée de la paix i Caen blev opført på initiativ af det lokale bystyre og blev åbnet i 1988. Der findes endvidere mange andre museer spredt ud over hele Normandiet, selv i meget små byer.
Resterne af den ene af de to Mulberry-havne ligger stadig ved kysten i Arromanches, og i Sainte-Mère-Eglise hænger der en dukke af en faldskærmssoldat fra kirketårnet. Ved Juno Beach byggede canadierne Juno Beach Information Centre. Amerikanerne derimod byggede deres "National D-day Museum" hjemme i USA.
Der deltog ca. 800 danskere i Operation Overlord. Nogle gjorde tjeneste i engelske enheder, men de fleste gjorde tjeneste på skibe som sejlede tropper og forsyninger til invasionskysterne. De mindes med et mindesmærke, som blev rejst i 1984 et par kilometer bag Utah Beach.

### På dansk
- Ambrose, Stephen E. (2008). D-dag : 6. juni 1944 (2. udgave udgave). København: Borgen. s. 688. ISBN 87-21-02584-3.

- Ambrose, Stephen E. (2005). Kammerater i krig. København: Høst. s. 282. ISBN 87-638-0178-7.

- Eisenhower, Dwight D. (2007). Korstog i Europa (1. udgave). Rosenkilde. s. 477. ISBN 978-87-91303-71-5.

- Ryan, Cornelius (1994). Den længste dag (3. udgave udgave). København: Gyldendal. s. 231. ISBN 87-00-19578-2.

- Sørensen, Jakob (2005). Operation Overlord : historien om D-dag (2. udgave udgave). København: Høst. s. 345. ISBN 87-638-0157-4.

### På tysk
- Tony Hall (Hrsg.): Operation „Overlord“, Motorbuch Verlag, 2004, ISBN 3-613-02407-1 – Omfattende værk fra internationale forfattere om aspekter ved Operation Overlord. Bogen er opdelt i emner.
- Janusz Piekalkiewicz: Invasion. Frankreich 1944, München 1979 – Bogen beskriver hændelserne i operationen udførligt. Der er gode illustrationer og omfatter brevvekslinger, original rapporter, avisartikler m.v.
- Will Fowler: D-Day: The First 24 Hours, Amber Books Ltd., London 2003, ISBN 3-85492-855-6 – Fowlers bog beskriver udelukkende Operation Neptune. Dette sker imidlertid med gode illustrationer og mange kort.
- Percy E. Schramm (Hrsg.): Kriegstagebuch des Oberkommandos der Wehrmacht 1944–1945, Teilband 1, ISBN 3-7637-5933-6 – Kommenteret udgave af OKW's krigsdagbog, som i alt består af 8 bind, hvor af et bl.a. omhandler situationen på Vestfronten i 1944.
- Dan Parry: D-Day, Vgs Verlagsgesellschaft: Köln, 2004, ISBN 3-8025-1618-4
- Dan van der Vat: D-Day. Die alliierte Landung in der Normandie, Collection Rolf Heyne, 2004, ISBN 3-89910-199-5
- Yves Lecouturier: Die Strände der alliierten Landung, Morstadt, 2003, ISBN 3-88571-287-3
- Helmut K. von Keusgen: D-Day 1944, Die Landung der Alliierten in der Normandie. IMK-Creativ-Verl., Garbsen 2000, ISBN 3-932922-10-7
- Brian B. Schofield: Der Sprung über den Kanal, Motorbuch Verlag, 1978, ISBN 3-87943-536-7
- Paul Carell: Sie kommen! Die Invasion 1944, Ullstein Tb, 1995, ISBN 3-548-33191-2
- Friedrich Georg: Verrat in der Normandie – Eisenhowers deutsche Helfer Grabert Verlag, 2007, ISBN 3-87847-237-4

### På engelsk
- Anthony Hall: Operation Overlord. D-Day Day by Day, New Line Books, 2005, ISBN 1-84013-592-1 – Tagebuch der Planung, Vorbereitung und Durchführung der Operation Overlord, allerdings nur bis etwa fünfzehn Tage nach dem D-Day.
- Robin Niellands: The Battle of Normandy – 1944, Weidenfeld & Nicholson military, 2002, ISBN 0-304-35837-1 – Niellands Buch zur Schlacht in der Normandie behandelt diverse Aspekte der Operation Overlord mit vielen Zitaten als Untermalung.
- Fritz Kramer, Fritz Ziegelmann, Freiherr Von Luttwitz, Heinz Guderian: Fighting in Normandy: The German Army from D-Day to Villers-Bocage, Stackpole Books, 2001, ISBN 1-85367-460-5
- Ronald J. Drez: Voices of D-Day: The Story of the Allied Invasion Told by Those Who Were There (Eisenhower Center Studies on War and Peace), Louisiana State University Press, 1998, ISBN 0-8071-2081-2
- John Keegan: Six Armies in Normandy: From D-Day to the Liberation of Paris; June 6 – Aug. 5, 1944, Penguin Books, 1994, ISBN 0-14-023542-6
- Max Hastings: Overlord, Touchstone; Reprint edition, 1985, ISBN 0-671-55435-2
- Humphrey and Young, Susan Wynn: Prelude to Overlord: An Account of the Air Operations Which Preceded and Supported Operation Overlore, the Allied Landings in Normandy on D-Day, 6th, Presidio Press, 1984, ISBN 0-89141-201-8
- C.P. Stacey: Canada's Battle in Normandy, Queen's Printer, 1948
- Carlo D'Este: Decision in Normandy, London, 1983
- Brown: Operation Neptune. Frank Cass Publishers, London 2004, ISBN 0-415-35068-9
- Russell A. Hart: Clash of Arms: How the Allies Won in Normandy, Boulder, CO: Lynne Rienner, 2001, ISBN 1-55587-947-0

### På fransk
- Eddy Florentin: Stalingrad en Normandie, Paris, Presses de la Cité, 1964
- Paul Carell: Ils arrivent !, Edition Robert lafont
- Anthony Kemp: 6 juin 1944 : Le débarquement en Normandie, collection « Découvertes Gallimard » (nº 202), série Histoire, Éditions Gallimard, 1994, ISBN 2-07-058353-8
- Georges Bernage: Gold Juno Sword, Editions Heimdal, ISBN 2-84048-168-5
- Georges Bernage: Diables Rouges en Normandie, Editions Heimdal, ISBN 2-84048-158-8
- Dominique Kieffer, Stéphane Simonnet: N°4 Commando, Editions Heimdal, März 2004, ISBN 2-84048-180-4
- Philippe Bauduin: Quand l'or noir coulait à flots, Editions Heimdal, Marz 2004, ISBN 2-84048-187-1
- Erwin Rommel: Archives Rommel, Herrlingen-Blaustein
- Dominique Lormier: Rommel : La fin d’un mythe, Le Cherche-Midi Éditeur, Paris 2003
- Henry Corta (1921-1998), lieutenant SAS, les Bérets Rouges, amicale des anciens parachutistes SAS (Special Air Service), Paris, 1952 : Franske SAS i Bretagne
- Henry Corta, Qui ose gagne, Service Historique de l'Armée de terre, Vincennes, 1997 : Franske SAS i Bretagne, ISBN 978-2863231036

### Lydbøger
- Stephen E. Ambrose: D-Day : June 6, 1944—The Climactic Battle of WWII, Audioworks; Abridged edition, 2001, ISBN 0-7435-0814-9, Audio-CD (engelsk)

### Fodnoter
1. ↑  Shulman skriver at Wehrmacht indsatte noget over 1 mio. mand i felttoget i Normandiet.[4]
2. ↑  Dette er det samlede tabstal for de allierede styrker indtil udgangen af august. De allierede styrker havde 36.976 døde, 153.475 sårede og 19.221 savnede. 
Opdelt på armégrupper: Den britisk-canadiske armégruppe havde 16.138 døde, 58.594 sårede og 9.093 savnede, i alt tab på 83.825. Den amerikanske armégruppe havde 20.838 døde, 94.881 sårede og 10.128 savnede, i alt tab på 125.847.[6]
3. ↑  Tamelander anfører at dette tal kan opdeles i 23.019 døde, 67.240 sårede og 198.616 savnede. Ifølge Tamelander omfatter disse tal også tab fra kampene i Sydfrankrig såvel som den efterfølgende tilbagetrækning. Han angiver at ca. 79.000 mand skal fratrækkes denne total for at få et præcist tal for felttoget i Normandiet.[9]
4. ↑  Shulman angiver at 240.000 mand fra den tyske hær var blevet dræbt eller såret under felttoget i Normandiet, og yderligere 210.000 taget til fange.[4] Wilmot støtter tallet på 210.000 fanger i løbet af de 10 ugers felttog.[5]
5. ↑  Wilmot citerer Günther Blumentritt, von Rundstedts stabschef, som anfører, at omkring 2.300 kampvogne og selvkørende artilleri var blevet indsat i slaget i Normandiet, og kun 100-120 blev bragt tilbage over Seinen.[5]

## Eksterne kilder

### Tysk
- (tysk) Udførlig information om Operation Overlord Arkiveret 5. juni 2009 hos  Wayback Machine
- (tysk) Fagligt arbejde om D-Dag Arkiveret 10. oktober 2007 hos  Wayback Machine
- http://hermes.zeit.de/pdf/archiv/2004/24/D-Day.pdf (Webside+ikke+længere+tilgængelig) (PDF)
- Romedio von Thun-Hohenstein: (tysk) Invasionen i Normandiet, i Österreichische Militärische Zeitschrift, Ausgabe 1/ 2006

### Engelsk
- (engelsk) Udførlig gennemgang af Operation Overlord på www.ibiblio.org
- (engelsk) Operation Overlord
- (engelsk) Information om anvendelse af flyveblade etc.
- http://www.wwii.ca/index.php?page=Page&action=showpage&id=13 Arkiveret 27. september 2007 hos  Wayback Machine
- (engelsk) Informationer om operationen og de enkelte slag
- (engelsk) bbc.co.uk om operationen
- (engelsk) webside for Junobeach-Center
- http://www.warmuseum.ca/cwm/newspapers/operations/ddaynormandy_e.html Arkiveret 3. januar 2007 hos  Wayback Machine
- (engelsk) Website for encyclopedia britannica om D-Dag
- http://www.remuseum.org.uk/campaign/rem_campaign_overlord.htm Arkiveret 15. maj 2006 hos  Wayback Machine
- (engelsk) Information om de canadiske styrker under invasionen i Normandiet
- http://cghs.dade.k12.fl.us/normandy/default.htm Arkiveret 26. september 2008 hos  Wayback Machine
- (engelsk) dday.co.uk Arkiveret 12. februar 2010 hos  Wayback Machine
- (engelsk) ddayancestors.com Arkiveret 30. august 2009 hos  Wayback Machine
- http://www.princeton.edu/~ferguson/adw/d-day.shtml Arkiveret 23. februar 2008 hos  Wayback Machine
- (engelsk) Den canadiske deltagelse i operationen
- (engelsk) American D-Day: Omaha Beach, Utah Beach & Pointe du Hoc Arkiveret 6. august 2020 hos  Wayback Machine
- (engelsk) Psykologisk krigsførelse (Flyveblade) (PDF)
- (engelsk) Udførlige informationer (PDF)

### Fransk
- (fransk) normandie44.net Arkiveret 30. januar 2009 hos  Wayback Machine
- http://www.normandiememoire.com/ Arkiveret 5. december 2011 hos  Wayback Machine
- (fransk) „La Bataille de Normandie“
- (fransk) debarquement.com – Udførlig information Arkiveret 8. maj 2009 hos  Wayback Machine
- (fransk) Operation Overlord
- http://www.debarquement-normandie.com/ Arkiveret 14. oktober 2017 hos  Wayback Machine

### Flersprogede
- (tysk og fransk) 6juin1944.com
- (engelsk og italiensk) Website i anledning af 60 årsdagen for D-Dag
- (tysk, engelsk, fransk og italiensk) Website for 360 graders biografen i Arromanches